# Feyenoord
Feyenoord Rotterdam is een Nederlandse profvoetbalclub uit Rotterdam, opgericht op 19 juli 1908, die uitkomt in de Eredivisie. De stadionclub wordt vaak betiteld als de club van het volk. De thuisbasis is Stadion Feijenoord, dat in de volksmond De Kuip wordt genoemd. De traditionele uitrusting van Feyenoord bestaat uit een rood-wit shirt met een zwarte broek en dito kousen. De voetbalclub is een van de drie traditionele topclubs in Nederland.
Feyenoord won zestien keer het landskampioenschap, veertien keer de KNVB Beker, een keer de Europacup I, twee keer de UEFA Cup en een keer de wereldbeker. Mede doordat Feyenoord in 1970 als eerste Nederlandse club internationale hoofdprijzen won, speelt zij historisch gezien een vooraanstaande rol in het Nederlandse voetbal. Op de UEFA-ranglijst was Feyenoord op 12 juli 2025 met de 18e plaats de hoogst genoteerde Nederlandse club in Europa.

## Geschiedenis

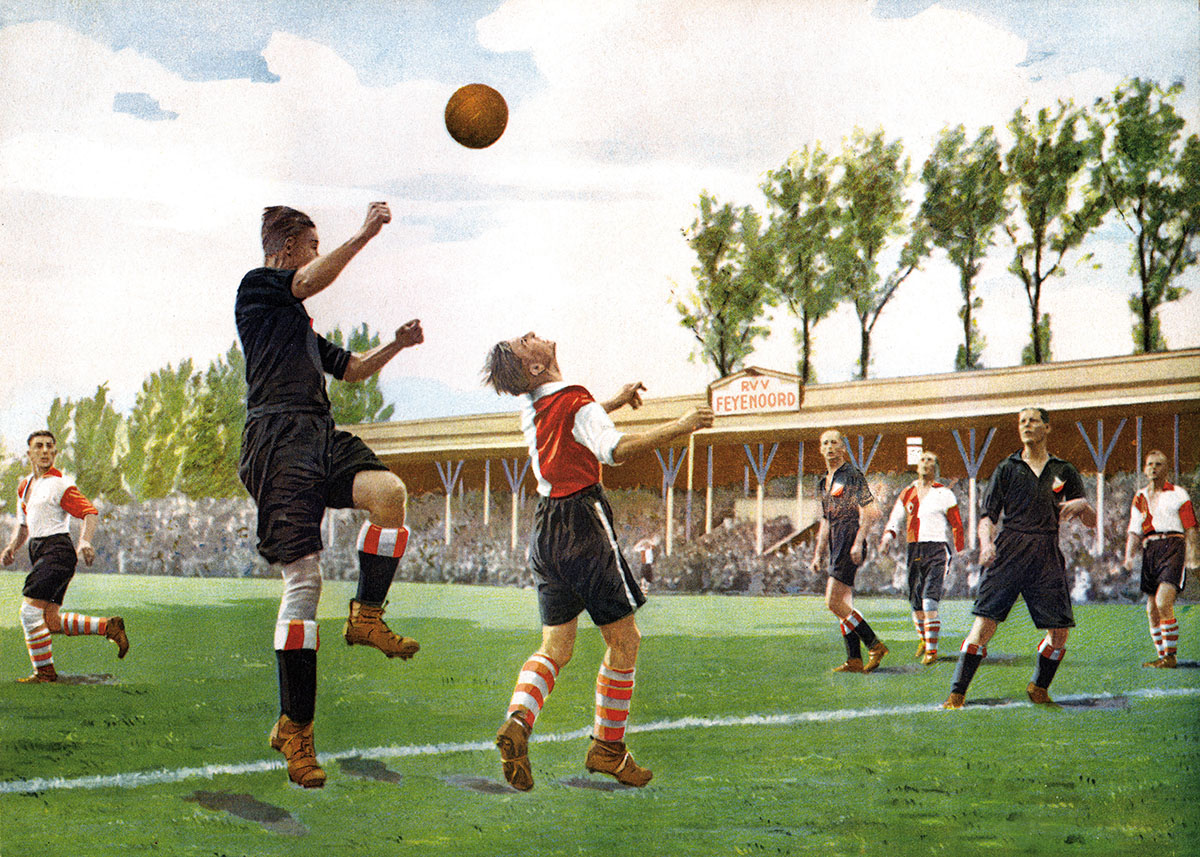
Afbeelding van Feijenoord in 1932 tegen HBS

Op 19 juli 1908 werd in café "de Vereeniging" van Jac. Keizer de voetbalclub Wilhelmina opgericht. Na naamswijzigingen naar HFC en Celeritas werd in 1912 gekozen voor de naam Feijenoord, vernoemd naar de Rotterdamse wijk Feijenoord. De thuishaven was vanaf 1917 aan de Kromme Zandweg waar Feijenoord vanaf het seizoen 1921/22 uitkwam in de hoogste klasse waaruit het sindsdien nooit gedegradeerd is. Hier behaalde de club in het seizoen 1923/24 haar eerste landskampioenschap en vestigde de Rotterdammers zich definitief tussen de beste voetbalclubs van Nederland. Vanaf 1937 verhuisde Feijenoord naar De Kuip vanwege de groeiende populariteit van de club.

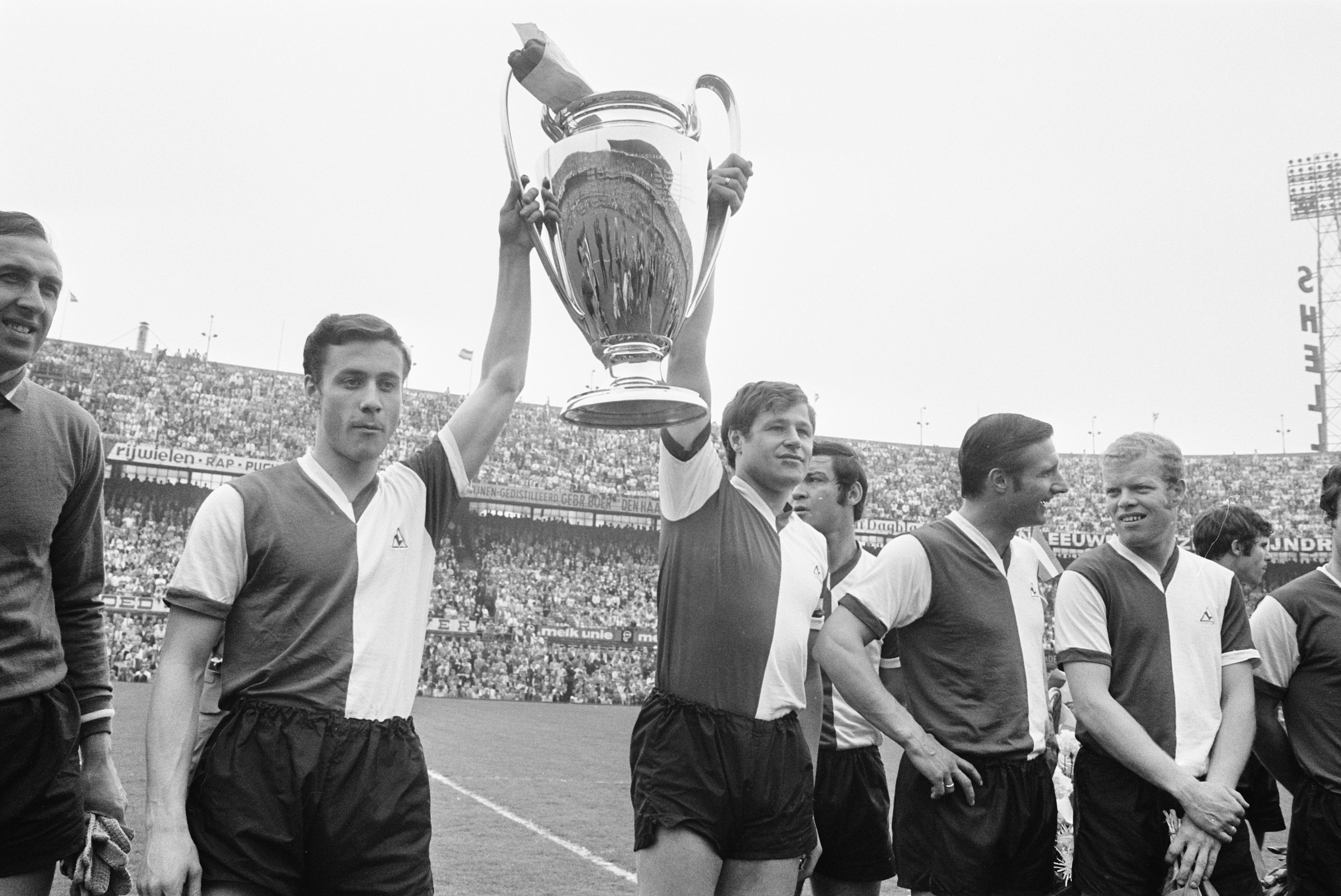
Doelpuntenmakers Rinus Israël en Ove Kindvall met de Europacup I in 1970

De club is uitgegroeid tot een belangrijk onderdeel van de identiteit van Rotterdam. De grootste successen werden behaald in de jaren '60 en de jaren '70 van de 20e eeuw. In 1970 werd het hoogtepunt van deze successen bereikt met het winnen van de Europacup I en de Wereldbeker, de hoogst haalbare prijzen voor voetbalclubs. De geschiedenis van de club kent ook dieptepunten. Enkele voorbeelden zijn het misbruik van De Kuip tijdens de Razzia van Rotterdam gedurende de Tweede Wereldoorlog, de financiële problemen die hebben geleid tot sportief minder succesvolle periodes, en de hooligans die zich met de club associëren zoals tijdens Slag bij Beverwijk en de rellen bij AS Nancy-Lorraine.

## Erelijst

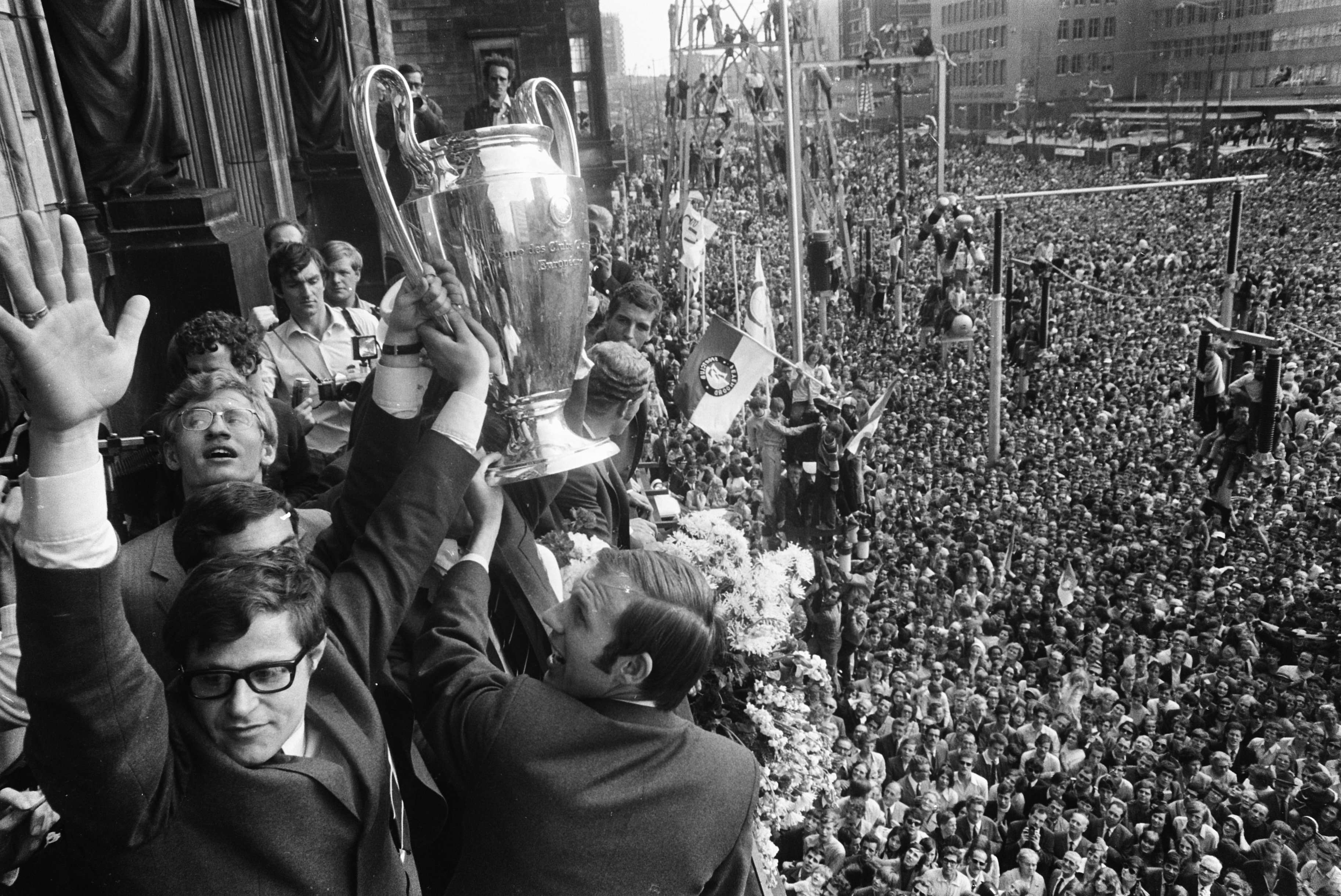
Huldiging op de Coolsingel na de Europacup I-winst in 1970

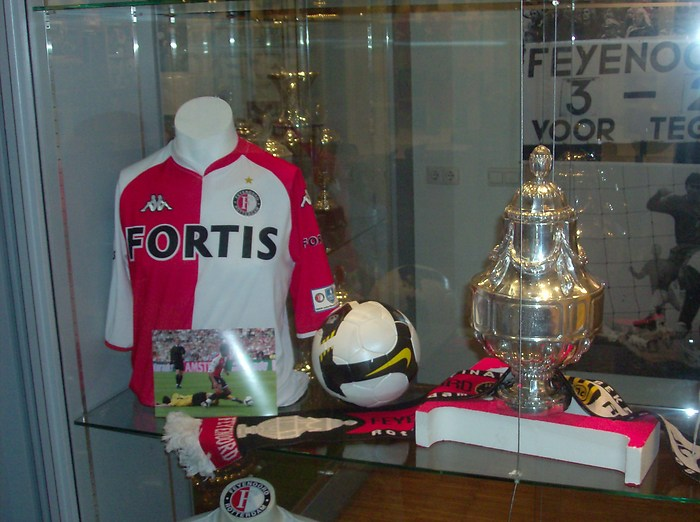
De KNVB Beker (14x) in de prijzenkast

### Grote toernooien
| Internationaal                                |     | |
| Wereldbeker voor clubteams                    | 1×  | 1970 |
| Europacup I                                   | 1×  | 1970 |
| UEFA Cup                                      | 2×  | 1974, 2002 |
| Vriendschapsbeker / Intertoto Cup             | 5×  | 1958 (vriendschappelijk), 1959 (vriendschappelijk), 1967 (poulewinnaar), 1968 (poulewinnaar), 1973 (poulewinnaar) |
| Nationaal                                     |     | |
| Nederlands landskampioenschap / Eredivisie    | 16× | 1924, 1928, 1936, 1938, 1940, 1961, 1962, 1965, 1969, 1971, 1974, 1984, 1993, 1999, 2017, 2023                    |
| Holdertbeker / KNVB Beker                     | 14× | 1930, 1935, 1965, 1969, 1980, 1984, 1991, 1992, 1994, 1995, 2008, 2016, 2018, 2024                                |
| Nederlandse Supercup / Johan Cruijff Schaal   | 5×  | 1991, 1999, 2017, 2018, 2024                                                                                      |
| Regionaal                                     |     | |
| Zilveren Bal                                  | 8×  | 1926, 1928, 1930, 1933, 1937, 1939, 1942, 1948                                                                    |
| Afdelingskampioen Eerste Klasse               | 13× | 1924, 1926, 1927, 1928, 1929, 1931, 1932, 1933, 1936, 1937, 1938, 1940, 1943                                      |
| Afdelingskampioen overgangsklasse (2e klasse) | 1×  | 1921 |
| Afdelingskampioen 3e klasse                   | 1×  | 1916 |

### Kleinere toernooien
| Internationaal                                     |   |                                          |
| Paris Tournament                                   | 1 | 1973                                     |
| Trofeo Columbino                                   | 1 | 1974                                     |
| Villa de Bilbao Trofee                             | 2 | 1974, 1976                               |
| Gazi Cup                                           | 1 | 2000                                     |
| Maspalomas Cup                                     | 3 | 2001, 2002, 2003                         |
| Europe-America Tournament                          | 1 | 2005                                     |
| Cup of Traditions                                  | 1 | 2020                                     |
| Nationaal                                          |   |                                          |
| Amsterdam Tournament                               | 1 | 1983                                     |
| Kappa Cup                                          | 1 | 2004                                     |
| Regionaal                                          |   |                                          |
| Promotie naar 1e klasse (Rotterdamse Voetbal Bond) | 1 | 1910                                     |
| Kampioen 1e klasse (Rotterdamse Voetbal Bond)      | 1 | 1912                                     |
| Concordiaan Beker                                  | 2 | 1912, 1915                               |
| Gouden Industriebeker                              | 2 | 1921, 1922                               |
| Estafette rond Delft                               | 1 | 1930                                     |
| Sparta Paastoernooi                                | 1 | 1934                                     |
| Bevrijdingsbeker                                   | 1 | 1945                                     |
| Prins Bernhardbeker                                | 1 | 1955                                     |
| AD (Rotterdam) Tournament                          | 7 | 1978, 1979, 1982, 1984, 1988, 1989, 1990 |
| Coen Moulijn memorial cup                          | 1 | 2012 (oud-Feyenoord)                     |

## Clubcultuur

### Imago
Feyenoord wordt sinds de oprichting van de vereniging gekenmerkt als volksclub. Iedereen kon lid worden van de vereniging in tegenstelling tot bij veel van de gevestigde clubs uit die tijd die een strikte ballotageprocedure hanteerde, zoals stadsgenoot Sparta. Zo vertegenwoordigden de clubleden in de jaren '30 van de 20e eeuw verschillende lagen van de samenlevering, van werklozen tot café-eigenaren, accountants en directeuren. Desalniettemin waren destijds de arbeiders oververtegenwoordigd in Rotterdam-Zuid. Zij werkten veelal in de haven van Rotterdam, hadden weinig tijd en middelen voor ontspanning en waren minder welkom bij eliteclubs als Sparta. Zodoende werd Feyenoord voor vele bewoners van "Zuid" een uitvlucht en won de club snel aan grote populariteit.
Net als het volkse karakter is de thuisstad Rotterdam nauw verbonden aan de identiteit van de club, waarbij met name de mentaliteit van harde werkers wordt uitgelicht. Deze mentaliteit vindt haar oorsprong in de haven, en na de Tweede Wereldoorlog wordt deze mentaliteit verder bekrachtigd als de stad opnieuw opgebouwd moet worden onder het motto Sterker door strijd. Volgens Fred Blankemeijer werd deze typering pas in de succesvolle jaren '60 definitief gekoppeld aan de club toen Jan Klaassens, Rinus Bennaars, Reinier Kreijermaat, Rinus Israël en Theo Laseroms aan de selectie werden toegevoegd om selectie met overwegend technische spelers in balans te brengen. Zodoende werden waarden als kracht, werklust en loyaliteit verankerd in de identiteit van de club. Dit is in de loop der jaren verder versterkt met het bekende "geen woorden maar daden" uit het clublied en uitspraken als "Kein geloel, fussbal spielen!" van oud-trainer Ernst Happel. Ook voor het Feyenoord van de 21e eeuw worden deze waarden veelvuldig gebruikt om de voetbalvisie te typeren.

### Logo
Een belangrijk onderdeel van het cultureel erfgoed van Feyenoord betreft het logo. Dit logo wordt beschermd door Stichting Continuïteit Feyenoord en heeft gedurende de geschiedenis van de club verschillende ontwikkelingen doorgemaakt. Enerzijds zijn deze ontwikkelingen gevoed door naamswijzigingen, anderzijds betreffen het cosmetische wijzigingen. Een constante factor in het logo sinds de jaren 1930 zijn de clubkleuren rood, wit en zwart die eveneens in het tenue terugkomen. Speciaal voor de 100-jarige verjaardag van de club in 2008 is een jubileumlogo onthuld. Vanaf het daaropvolgende jaar is een vereenvoudigde versie van dit jubileumlogo in gebruik genomen waarin de letters een gouden kleur hebben. Dit is nog steeds het huidige logo.
Het Feyenoord-logo is voor het eerst op het wedstrijdshirt verschenen in het eerste Eredivisieseizoen (1956/57). Vanaf het het seizoen 1961/62 is het logo echter weer verdwenen van het tenue totdat het logo in het seizoen 1983/84 terugkwam op de linkerborst. Dit logo had dezelfde kenmerken als het huidige logo dat sinds 2009 wordt gebruikt. Vanaf het seizoen 1997/98 maakten de gouden letters plaats voor witte letters totdat de gouden letters weer in ere hersteld werden voor het jubileumseizoen 2008/09.

Originele logo
Logo tijdens de jaren '20
Logo vanaf de jaren '30
1997–2008
Logo tijdens 100-jarig jubileum, 2008–2009
2009–2024
2024–heden

### Tenue

#### Thuisshirt

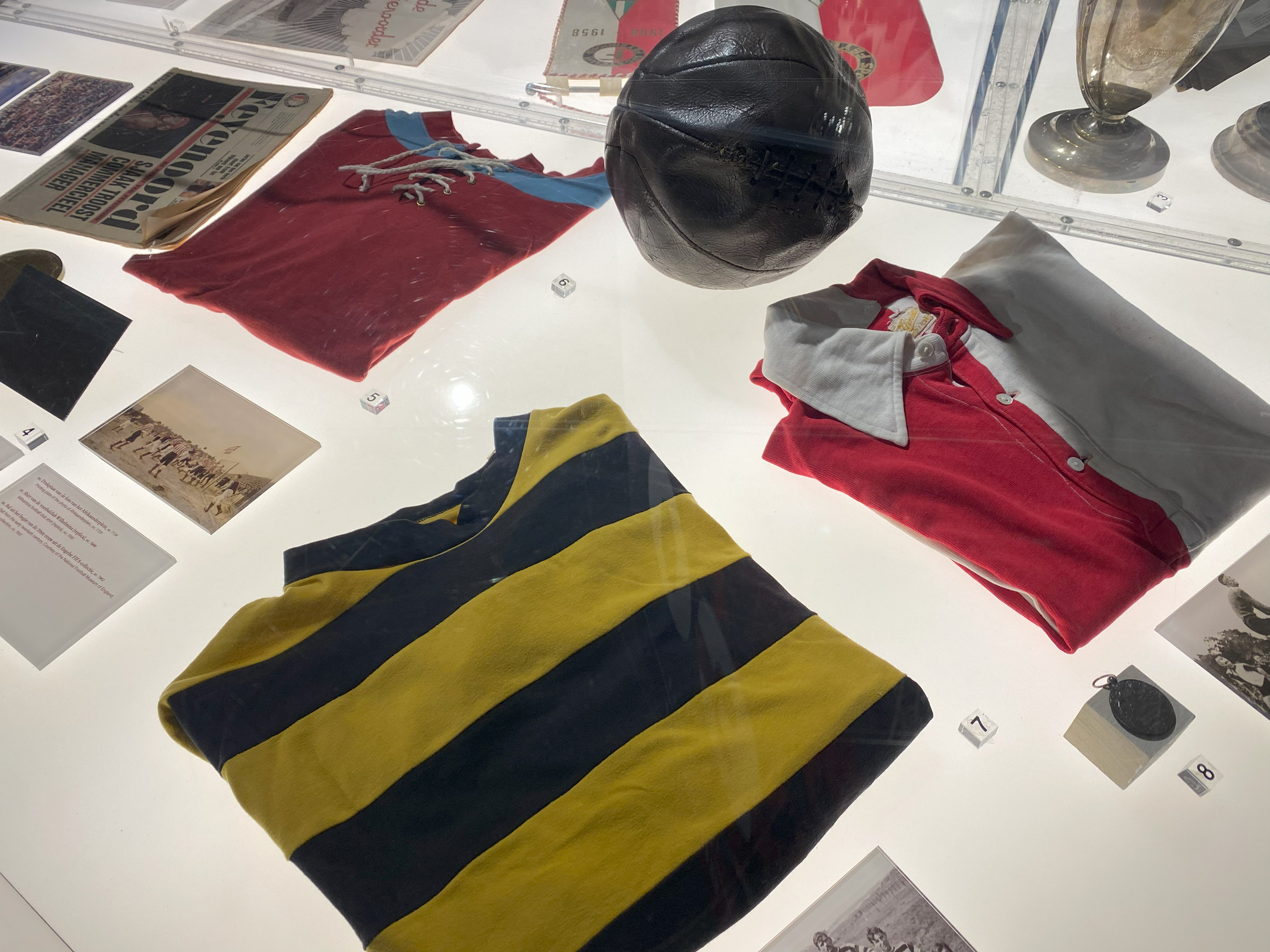
Replica's van drie shirts die gedragen zijn door Feyenoord.

Bij de naamswijziging van Celeritas naar Feijenoord kreeg het tenue de vlakverdeling die nog steeds gebruikt wordt in thuiswedstrijden: een shirt dat wit is aan de linkerzijde van de speler en rood aan de rechterzijde. De mouwen zijn in tegenkleur: links rood, rechts wit. De kraag volgt in sommige seizoenen het shirt en in andere seizoenen de mouwen. Ook zwart wordt regelmatig gebruikt als kleur van de kraag. Zwart is tevens de kleur voor de broek en de kousen. Het thuistenue kan echter afwijken om zo beter onderscheid te maken met het tenue van de tegenstander, bijvoorbeeld door het dragen van witte broekjes en kousen.
| Wilhelmina | Celeritas | Feyenoord |

#### Uitshirts
Voor uitwedstrijden is een additioneel tenue beschikbaar dat ieder seizoen anders is van patroon en kleur. Hierin komt de kleur groen geregeld terug om de verbinding met de thuisstad Rotterdam te benadrukken. Groen komt namelijk voor in zowel de vlag als in het wapen van Rotterdam. Daarnaast is blauw een veel gebruikte kleur. In uitzonderlijke situaties wordt naast het thuis- en uittenue tevens een derde en zelfs een vierde tenue uitgebracht.
Zo werd in het seizoen seizoen 2021/22 als blijk van dankbaarheid het Full Support Uitshort 2021-2022 exclusief beschikbaar gesteld aan seizoenkaarthouders die volledig hebben afgezien van een tegemoetkoming vanwege het beperkte aantal thuiswedstrijden in het coronaseizoen 2020/21. Een ander voorbeeld is het gouden shirt dat tijdens het 100-jarig jubileumseizoen 2008/09 werd gedragen tijdens Europese uitwedstrijden.
| Groen-Wit | Blauw-Wit | 100 jaar | Full Support |

#### Sponsoren
Tijdens de eerste decennia in de geschiedenis van de club waren spelers zelf verantwoordelijk voor hun wedstrijdtenue. Met de introductie van kledingsponsors groeide het tenue uit tot een belangrijke inkomstenbron voor de voetbalclub. Zo wordt geschat dat Feyenoord sinds het seizoen 2023/24 ruim 8 miljoen euro per seizoen ontvangt van kledingsponsor Castore.
Daarbij komt tevens dat sinds het seizoen 1982/83 sponsoruitlatingen op het shirt zijn toegestaan waardoor hoofdsponsors een platform hebben gekregen met een groot bereik onder voetballiefhebbers. De inkomsten van hoofdsponsor EuroParcs werd in het seizoen 2021/22 geschat op 5,5 miljoen euro per seizoen. Het belang van deze partners voor de financiën van de club blijkt door de 8 miljoen euro voor de kledingsponsor en de 5,5 miljoen euro voor de hoofdsponsor af te zetten tegen de omzet van 61,8 miljoen euro in het boekjaar 2020/21.
In het seizoen 2020/21 werden de sponsoruitingen op het shirt verder uitgebreid met een mouwsponsor. Een jaar later volgde voor het trainingstenue een seperate sponsor. Met ingang van het seizoen 2023/24 werd ook de rugsponsor geherintroduceerd. Echter in Europees verband waren rugsponsoren niet toegestaan. Vanaf het seizoen 2024/25 werd de positie op de rug van het shirt ingevuld door de Feyenoord Foundation. Deze invulling is wel goedgekeurd door de Europese voetbalbond UEFA.
| Periode   | Kledingsponsor           | Shirtsponsors                | Shirtsponsors                | Shirtsponsors                | Trainingssponsor |
| Periode   | Kledingsponsor           | Borst                        | Rug                          | Mouw                         | Trainingssponsor |
| --------- | ------------------------ | ---------------------------- | ---------------------------- | ---------------------------- | ---------------- |
| 1963–1970 | Bukta / Jansen & Tilanus |                              |                              |                              |                  |
| 1970–1978 | Le Coq Sportif           |                              |                              |                              |                  |
| 1978–1982 | Adidas                   |                              |                              |                              |                  |
| 1982–1983 | Adidas/Puma              | Gouden Gids                  |                              |                              |                  |
| 1983–1984 | Puma                     | Gouden Gids                  |                              |                              |                  |
| 1984–1987 | Puma                     | Opel                         |                              |                              |                  |
| 1987–1989 | Hummel                   | Opel                         |                              |                              |                  |
| 1989–1990 | Hummel                   | HCS                          |                              |                              |                  |
| 1990–1991 | Adidas                   | HCS                          | HCS                          |                              |                  |
| 1991–2000 | Adidas                   | Stad Rotterdam Verzekeringen | Stad Rotterdam Verzekeringen | Stad Rotterdam Verzekeringen |                  |
| 2000–2004 | Kappa                    | Stad Rotterdam Verzekeringen | Stad Rotterdam Verzekeringen | Stad Rotterdam Verzekeringen |                  |
| 2004–2008 | Kappa                    | Fortis                       | Fortis                       | Fortis                       | Fortis           |
| 2008–2009 | Kappa                    | Fortis ASR                   |                              | Fortis ASR                   | Fortis ASR       |
| 2009–2013 | Puma                     | ASR Verzekeringen            | ASR Verzekeringen            | ASR Verzekeringen            |                  |
| 2013      | Puma                     | Diergaarde Blijdorp1         | Diergaarde Blijdorp1         | ASR Verzekeringen            |                  |
| 2013–2014 | Puma                     | Opel                         | Opel                         | Opel                         |                  |
| 2014–2017 | Adidas                   | Opel                         | Opel                         | Opel                         |                  |
| 2017–2019 | Adidas                   | Qurrent                      |                              | Qurrent                      |                  |
| 2019–2020 | Adidas                   | Droomparken2                 | Droomparken                  |                              |                  |
| 2020–2021 | Adidas                   | Droomparken2                 | Droomparken                  | TOTO                         |                  |
| 2021–2023 | Adidas                   | EuroParcs                    | JEX                          | TOTO                         |                  |
| 2023–2024 | Castore4                 | EuroParcs                    | Prijsvrij Vakanties5         | TOTO                         | DR Group         |
| 2024–2025 | Castore4                 | MediaMarkt3                  | Prijsvrij Vakanties5         | TOTO                         | Qterminals       |
| 2025–2026 | Castore4                 | MediaMarkt3                  | Prijsvrij Vakanties5         | JOE                          | Qterminals       |
| 2025–2026 | Castore4                 | MediaMarkt3                  | Prijsvrij Vakanties5         | Quooker                      | Qterminals       |
| 2026–2027 | Castore4                 | MediaMarkt3                  | Prijsvrij Vakanties5         |                              | Qterminals       |
| 2027–2029 | Castore4                 |                              |                              |                              |                  |

1 Van januari t/m juni 2013 gunde ASR het hoofdsponsorschap aan Diergaarde Blijdorp.
2 EuroParcs op de shirts tijdens wedstrijden in de KNVB Beker en de Europa League in 2020/21.
3 MediaMarkt heeft een optie voor nog twee seizoenen, tot medio 2029.
4 Het derde tenue in het seizoen 2024/25 was een samenwerking tussen Castore en het Rotterdamse merk Banlieue.
5 Tijdens Europese wedstrijden is rugsponsoring niet toegestaan. In het seizoen 2024/25  staat de Feyenoord Foundation op de rug, dit mag wél binnen de regelgeving van de UEFA.

#### Bevroren rugnummers
Het rugnummer 12 is voorbehouden aan de supporters die als "twaalfde man" worden beschouwd. Clubs als Bayern München, Club Brugge, Fenerbahçe en Rangers hebben ook nummer 12 bevroren ter ere van haar supporters. Voormalig doelman Zsolt Petry is de laatste speler die dit rugnummer toegewezen heeft gekregen toen hij in het seizoen 1997/98 onder contract stond bij de Rotterdammers.

### Voetbalvisie
Men kan stellen dat het voetbal waarmee Feyenoord in 1970 onder Ernst Happel de Europacup I en de wereldbeker heeft gewonnen het fundament was voor het Totaalvoetbal dat later aan Rinus Michels is toegeschreven. Hiermee heeft het Feyenoord uit die tijd een belangrijke bijdrage geleverd aan het voetbal wat nog steeds in Nederland wordt gespeeld. Belangrijke spelelementen van dat team waren het 4-3-3-systeem, de buitenspelval en pressing. Met name bij het laatste spelelement, waarmee tegenstanders onder druk worden gezet, komt een eigenschap naar voren wat nog steeds veelvuldig aan Feyenoord wordt toegeschreven: hard werken. Dit past bij het imago van de volksclub, de Rotterdamse wapenspreuk Sterker door strijd en het bekende "geen woorden maar daden" uit het clublied.
Sinds juni 2021 vervult er iemand binnen de club de functie van Head of Methodology. Die medewerker is verantwoordelijk voor het doorontwikkelen en uitvoeren van Feyenoords voetbalvisie. Dit is het uitgangspunt van het voetbal wat Feyenoord op het veld wil uitdragen en de basis van het opleidingsprogramma op de Feyenoord Academy: hoge intensiteit, creativiteit, dynamiek, variatie, initiatief en aan- en terugsluiten.

### Supporters

#### Het Legioen

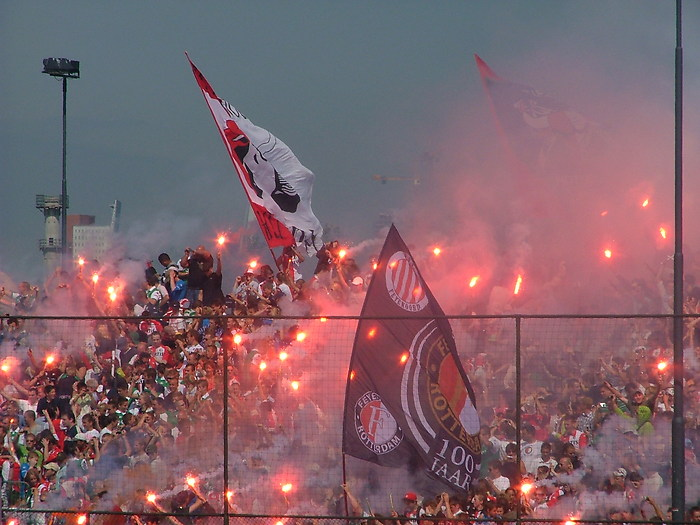
Het Legioen tijdens de eerste training van het nieuwe seizoen.

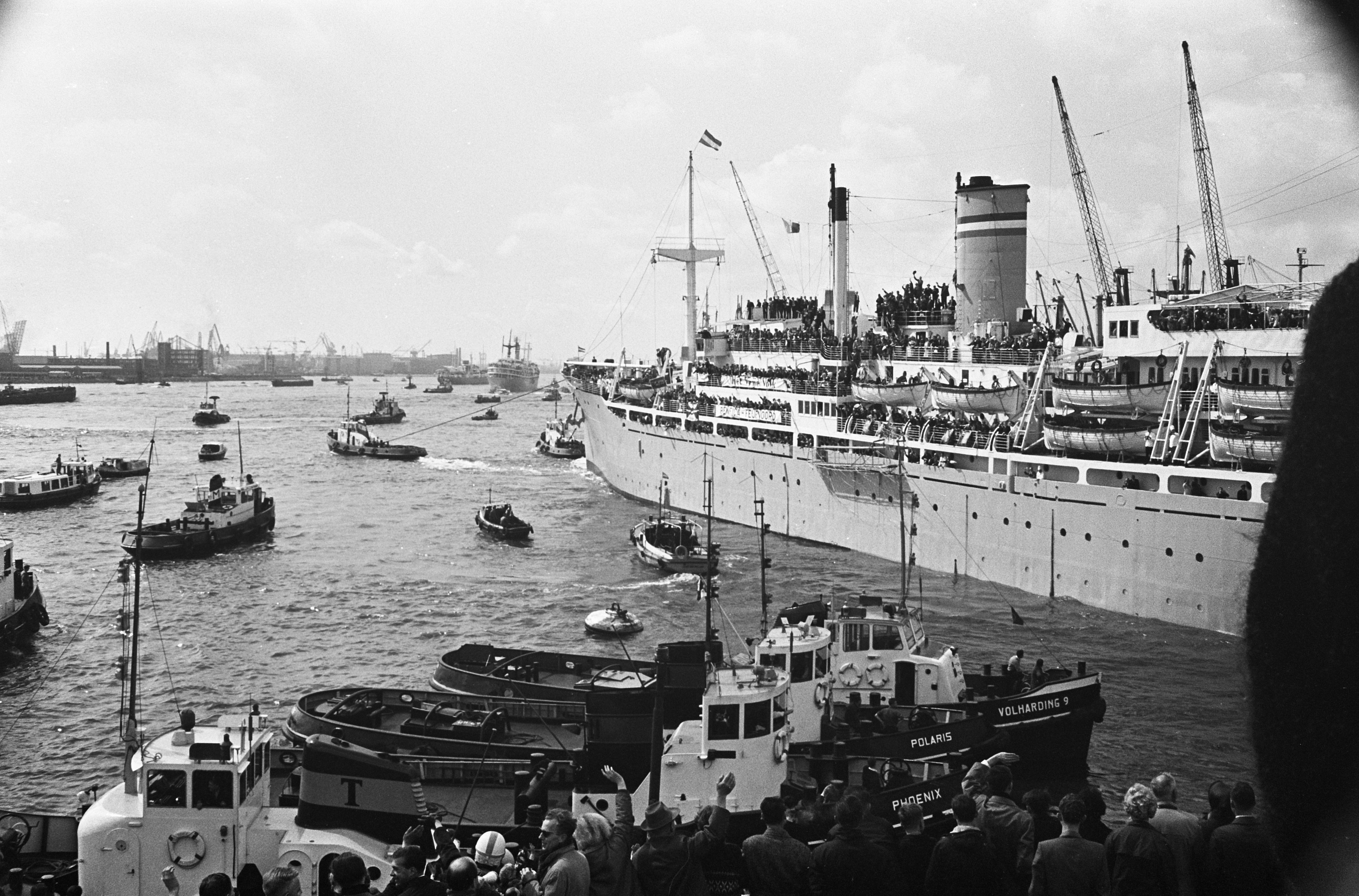
Vertrek van de schepen Groote Beer en Waterman.

De supporters van Feyenoord staan ook wel bekend als Het Legioen. Het Feyenoordlegioen heeft de reputatie reislustig en fanatiek te zijn. Veelal wordt 1963 gezien als het geboortejaar van Het Legioen. In mei van dat jaar reisden 1.513 supporters met de twee schepen de Groote Beer en Waterman naar Lissabon om Feyenoord aan te moedigen tijdens de halve finale van de Europacup I tegen het Benfica van de Portugese voetballegende Eusébio. Hoewel Feyenoord in Lissabon deze wedstrijd met 3-1 verloor en de Europacupfinale dat jaar niet haalde, veroverde Feyenoord de harten van vele Nederlandse supporters. Ook supporters buiten Rotterdam. Nog altijd wordt Feyenoord op de voet gevolgd door Het Legioen als het zich buiten de landgrenzen begeeft. Een van de meest tekenende voorbeelden dateert uit 1996, toen tussen 12.000 en 15.000 supporters Feyenoord aanmoedigden tegen het Duitse Borussia Mönchengladbach en Feyenoord de halve finale zagen bereiken van de Europacup II.

#### Supportersverenigingen
Voor fans is er ruime keuze uit verschillende verenigingen om bijeen te komen. De officiële supportersvereniging van Feyenoord draagt heel toepasselijk de naam Het Legioen. Voor de jongste fans van Feyenoord is er ook een juniorclub, De Kameraadjes, voor kinderen tot en met 14 jaar. Als lid van De Kameraadjes maken de leden kans op exclusieve acties, trainingen of cadeaus. Hiernaast zijn tevens verschillende onafhankelijke verenigingen actief. Hiervan is FSV De Feijenoorder de oudste vereniging met een oprichtingsdatum van 3 mei 1931. De harde kern verenigt zich onder de naam S.C.F. Hooligans. In 2021 is de vereniging Roze Kameraden aan de verzameling toegevoegd, met als doel de acceptatie van de LHBTI+-gemeenschap te verbeteren onder voetbalfans, in het bijzonder bij Feyenoord.

#### Sfeeracties
Om als twaalfde man het elftal van Feyenoordspelers extra te motiveren bereiden supporters voor bijzondere wedstrijden speciale sfeeracties, ofwel tifo's, voor. De sfeeracties in het stadion worden georganiseerd door FSV De Feijenoorder. Met name de sfeeracties tijdens Europese thuiswedstrijden springen in het oog vanwege de spandoeken en fakkels. Eveneens tijdens belangrijke binnenlandse wedstrijden pakken de Feyenoordse tifosi graag uit met bijzondere sfeeracties, zoals met het grootste spandoek van Europa. Maar ook buiten het stadion laten supporters hun steun voor Feyenoord graag zien en horen, zoals ter voorbereiding op ontmoetingen met aartsrivaal Ajax en ter decoratie van Rotterdam bij het behalen van een prijs. De sfeeracties hebben echter niet lauter positieve effecten. Zo heeft Feyenoord in totaal voor ongeveer 650.000 euro aan boetes ontvangen van de UEFA voor onder andere het afsteken van vuurwerk en provocerende spandoeken tijdens de succesvolle UEFA Europa Conference League-campagne in het seizoen 2021/22.

#### Muurschilderingen
Naast de sfeeracties zijn de supporterverenigingen ook actief in het uitten van hun steun voor de club door middel van muurschilderingen. Zo werd onder andere een grote muurschildering gerealiseerd bij de doorloop onder het viaduct van de Coen Moulijnweg, die langs het stadion loopt. Ook elders in de stad zijn muurschilderingen aangebracht door derden die de herinnering of steun aan de club uitbeelden. Zo zijn Puck van Heel en Bertus Bul vereeuwigd op een muur nabij de plaats waar zij ooit namens Feyenoord aan de Kromme Zandweg speelde. Coen Moulijn en Wim Jansen zijn tegenover elkaar te bewonderen aan de Moerkapellestraat in het Oude Noorden, waar beide iconen opgroeide. Ook werd er geld ingezameld voor een eerbetoon aan oud-trainer Leo Beenhakker.

### Muziek

#### Clublied
Hand In Hand, Kameraden is sinds het kampioensjaar 1961 het clublied van Feyenoord. In 1963 wordt de versie van Jacky van Dam definitief omarmd door het Legioen als het clublied. De melodie van het lied werd in de negentiende eeuw geschreven door de Duitser Wilhelm Speidel. Het lied werd in de loop der jaren door diverse Nederlandse clubs gebruikt, zo zijn er versies van SVV en DHC bekend. Jaap Valkhoff, die later ook deel uitmaakte van The Three Jacksons, zette in de jaren zestig zowel een Feyenoord- als een Ajax-versie op de plaat. Onder Feyenoord-supporters groeide het vervolgens uit tot the officieuze clublied. In het zuiden van Nederland gebruikt ook MVV zijn eigen versie van het "Hand in Hand". In België hoort men de melodie regelmatig van de tribunes komen wanneer Club Brugge, Royal Antwerp en Genk hun wedstrijden spelen.
Geen woorden maar daden is een regeltje uit het clublied en staat symbool voor de cultuur van Feyenoord. Het is een club van (haven)arbeiders; 'handen uit de mouwen en werken voor je geld'.

#### Andere muziek
Bij alle thuiswedstrijden van Feyenoord keren twee nummers altijd terug: de Opkomsttune en de Goaltune. De Opkomsttune begint met het geroffel van pauken, die steeds sneller worden gespeeld. Uiteindelijk, wanneer de tunnel open gaat, klinkt het clublied Hand In Hand, Kameraden door de speakers van het stadion.
Wanneer Feyenoord een doelpunt maakt in hun thuiswedstrijden galmt eerst de scheepshoorn van de Rotterdamse haven door het stadion, waarna het nummer I Will Survive wordt gespeeld, gecoverd door de Hermes House Band, maar eerder beroemd gemaakt door Gloria Gaynor in de jaren '70. Deze Goaltune wordt al sinds 1994 gebruikt.
In recentere jaren wordt het nummer Super Feyenoord ook regelmatig gedraaid vlak voor de aftrap. Nadat de namen van de thuisclub zijn opgenoemd wordt dit nummer ingezet om Het Legioen klaar te stomen voor de wedstrijd. Daarnaast wordt er ook veel muziek gedraaid van Paul Elstak. Dit zijn veelal hardcore nummers, waar Het Legioen op mee springt.
De supporters van Feyenoord staan bekend als creatievelingen en hebben tijdens wedstrijden veel verschillende liedjes en gezangen in hun uitrusting. Tot de belangrijkste Feyenoord-nummers behoren Wie heeft er weer een goal gescoord, Feijenoord, Feijenoord van Tom Manders, Mijn Feyenoord van Lee Towers, Feyenoord wat gaan we doen vandaag? door Cock van der Palm, en De laatste trein naar Rotterdam door Tom Manders.
Tijdens het seizoen 2001/02 werd een parodie op het nummer Put your hands up van Black and White Brothers gelanceerd, genaamd Put your hands up for Pi-Air, als een eerbetoon aan Pierre ("Pi-Air") van Hooijdonk, destijds een van de belangrijkste spelers van de club. Eerder had Coen Moulijn ook al een lied aan hem opgedragen gekregen, Coentje Coentje Coentje.
Daarnaast is You'll Never Walk Alone, van Gerry & the Pacemakers maar vertolkt door Lee Towers, een populair nummer die veelvuldig gedraaid en gezongen wordt door de Feyenoord-aanhang.

### Mascotte

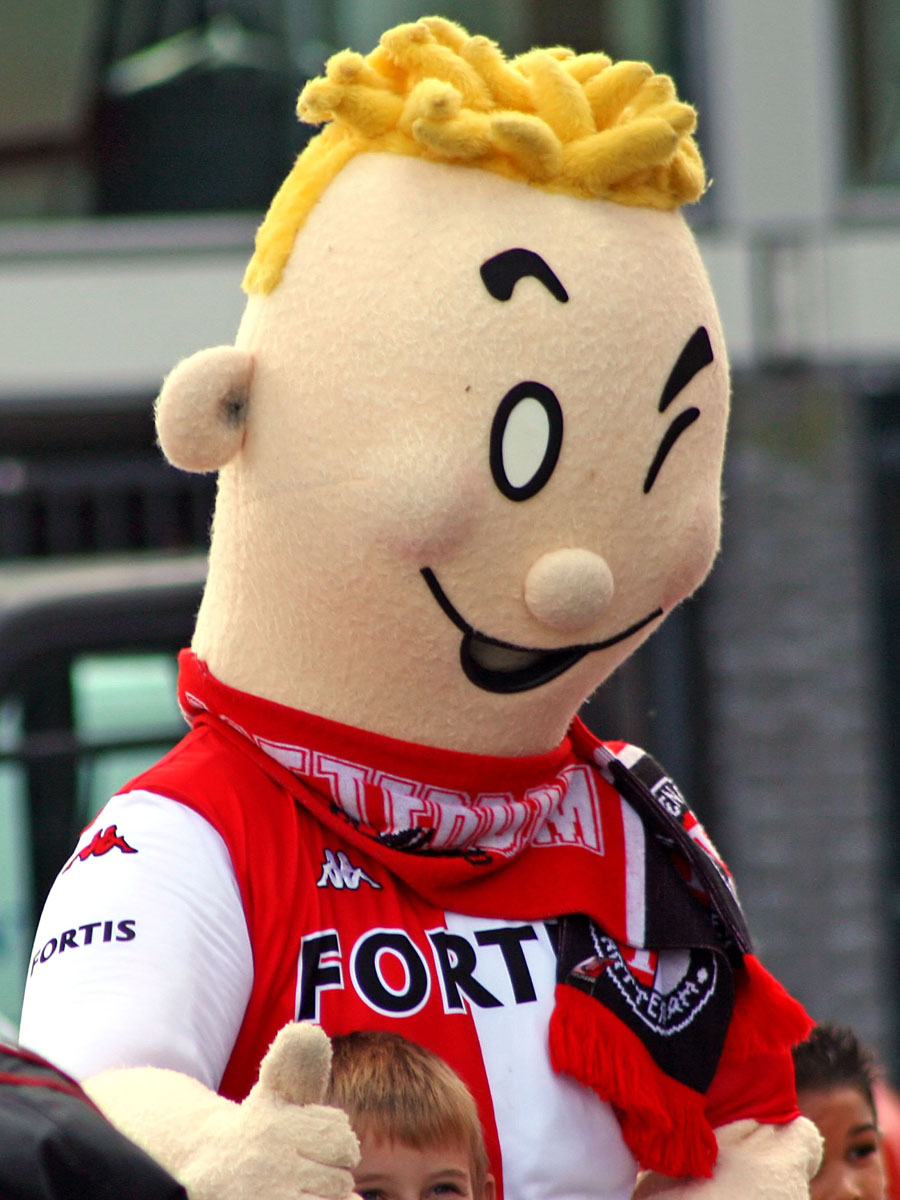
Coentje tijdens de open dag in 2007

De officiële mascotte van Feyenoord is Coentje, vernoemd naar Coen Moulijn. Coentje kreeg in 2021 een make-over met behulp van De Kameraadjes. Daarnaast werden er twee mascottes geïntroduceerd als Coentjes beste kameraadjes; keeper Mike en voetbalster Manon.
In mei 2007 werd echter de gorilla Bokito erg populair onder de supporters van de Rotterdamse volksclub, nadat deze internationaal in het nieuws kwam toen hij ontsnapte uit zijn verblijf in Diergaarde Blijdorp. Sindsdien groeide Bokito uit tot de onofficiële mascotte van Feyenoord en zijn er spandoeken te zien waarop de gorilla te zien is.
Daarnaast groeide olifant Olli in 2013 uit tot een onofficiële mascotte nadat de in financiële nood verkerende Diergaarde Blijdorp voor een half seizoen op de tenues van Feyenoord stond. De olifant speelde samen met oud-speler Giovanni van Bronckhorst de hoofdrol in een reclamespot die ASR Verzekeringen voor Diergaarde Blijdorp maakte. Vanaf 28 maart 2013 was de knuffelolifant Olli verkrijgbaar. De belangstelling voor Olli was zo groot dat er na korte tijd lange rijen voor de poorten van de dierentuin stonden, waarbij men anderhalf uur moest wachten om een exemplaar te bemachtigen. Binnen 24 uur was Diergaarde Blijdorp door de gehele voorraad van 11.000 pluchen olifantjes heen.

### Open dag

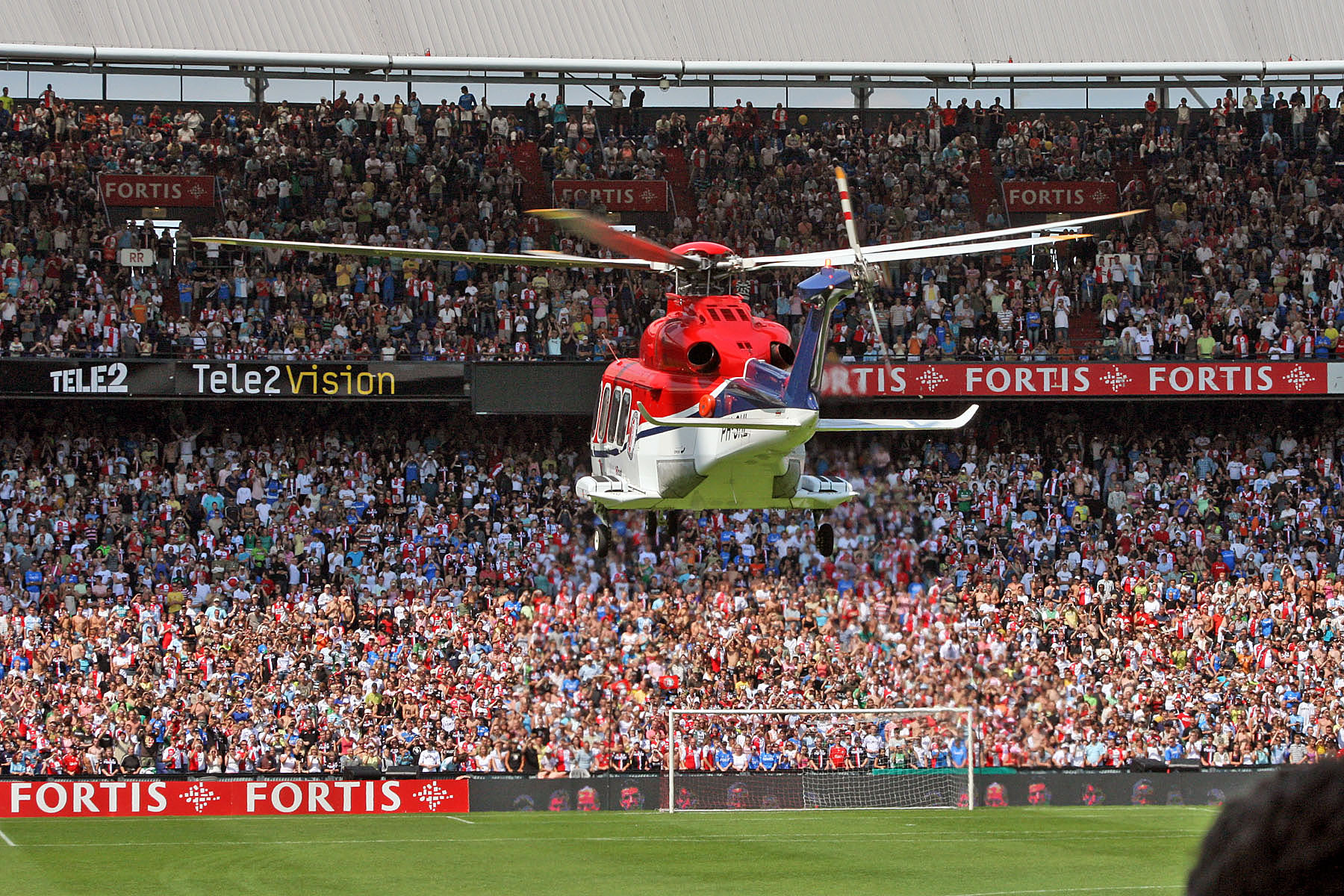
De helikopter tijdens de open dag

Ieder jaar komen tienduizenden mensen naar de traditionele open dag in De Kuip, dat wordt gezien als de opening van het nieuwe voetbalseizoen. Gedurende deze open dag worden er in en rondom het stadion verschillende activiteiten georganiseerd voor de bezoekers en treden meerdere artiesten op. Spectaculair hoogtepunt is de helikopter die op het veld landt om de nieuwe aanwinsten symbolisch naar De Kuip en Het Legioen te brengen. Ook de rest van de selectie en de staf worden op deze open dag gepresenteerd aan de aanwezige toeschouwers. Sinds de editie van 2022 maken ook de Feyenoord Vrouwen onderdeel uit van het programma. In 2023 werd de open dag omgedoopt tot Feyenoord Festival en werden gratis toegangskaartjes geïntroduceerd om een maximum capaciteit uit veiligheidsoverwegingen te waarborgen.

## Rivaliteit
Als een van de drie traditionele topclubs heeft Feyenoord in de loop der jaren veel rivaliteit ondervonden van andere clubs in de Eredivisie.

### Rivaliteit met Ajax

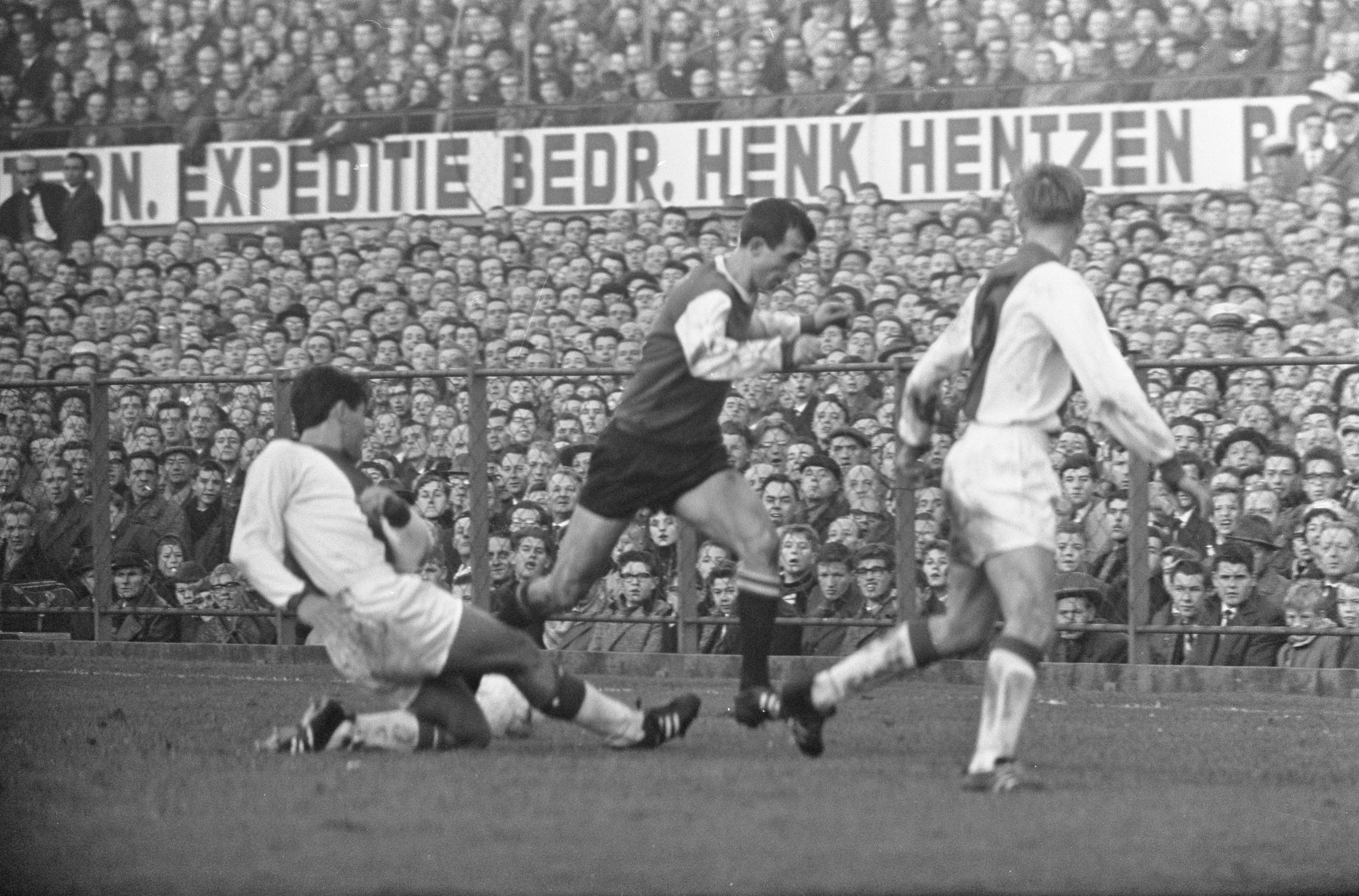
Feyenoord tegen Ajax op 29 november 1964 (9-4)

De grote rivaal van Feyenoord is het Amsterdamse AFC Ajax. Met name uit historisch oogpunt en achterban staan de wedstrijden tussen beide clubs bekend als een beladen wedstrijd. De wedstrijd tussen twee van de grootste clubs van Nederland staat bekend als de Klassieker. Door deze rivaliteit breken er regelmatig (ernstige) supportersrellen uit.
Twee keer in de geschiedenis van het Nederlandse voetbal was de bekerfinale een Klassieker. De enige keer dat Feyenoord won, was in 1980. Ajax werd dat seizoen 1979/80 kampioen, maar werd behalve in de KNVB Beker-finale (3-1, 17-5-1980) ook voor de competitie verslagen (4-0, 29-9-1979). Ajax was dus de beste, maar Feyenoord was twee keer beter. Dat dit voor supporters zo belangrijk is, wordt verwoord in de titel van het boek Beter dan de beste.

### Rivaliteit met PSV
Hoewel deze confrontatie minder beladen is dan De Klassieker (Feyenoord–Ajax), behoren de duels tussen Feyenoord en PSV voor de supporters tot de belangrijkste van het seizoen, ongeacht de stand op de ranglijst. De wedstrijden tussen Feyenoord en PSV hebben in de loop der jaren geleid tot diverse memorabele momenten en uitslagen. Zo troffen beide clubs elkaar in 2002 in Europees verband in de UEFA Cup én is PSV verantwoordelijk voor Feyenoord's grootste nederlaag in haar clubhistorie (10-0).

### Rivaliteiten binnen Rotterdam

#### Rivaliteit met Sparta
Vanuit historisch oogpunt kan ook stadsgenoot Sparta als rivaal gezien worden, al is deze rivaliteit sterk bekoeld. Deze West-Rotterdamse voetbalploeg was de eerste rivaal van Feyenoord. Sparta, de Kasteelheren, werd gezien als een chique club, terwijl Feyenoord als volksclub te boek staat. De derby's tussen beide partijen staan daarnaast al jaren in het teken van 'de club van Rotterdam'. Deze Rotterdamse derby wordt niet ieder jaar meer gespeeld, omdat Sparta niet altijd in de Eredivisie uitkomt.

#### Rivaliteit met Excelsior
Excelsior Rotterdam heeft net als Feyenoord een arbeidersklasseachtergrond en is in het verleden zelfs een satellietclub geweest van Feyenoord. Sinds die samenwerking tussen beide clubs hebben de Excelsior-fans en -spelers een fellere rivaliteit ontwikkeld met Feyenoord. De rivaliteit binnen deze Rotterdamse derby wordt voornamelijk vanuit de kant van Excelsior gevoeld. Zo was het merendeel van de Excelsior-supporters fel tegenstander van de samenwerking. De voorzitter van de supportersvereniging, Michel van der Neut, zei het volgende over de samenwerking: "Excelsior heeft haar ziel verkocht. Op deze manier houdt de club voor mij op te bestaan."

### Rivaliteit met andere clubs
Behalve Ajax en rivaliteiten binnen Rotterdam heeft Feyenoord nog een aantal andere rivalen. Een daarvan is NAC Breda. Hoewel de NAC-supporters Feyenoord meer als rivaal beschouwen dan andersom, zijn deze duels altijd beladen: twee fanatieke supportersgroepen staan tegenover elkaar en wedstrijden waarin aan beide kanten strijd geleverd wordt, zijn eerder regel dan uitzondering.

Hetzelfde geldt ook voor FC Utrecht en ADO Den Haag. Waar in het verleden ook tot vechtpartijen tussen fans. Zo gingen fans van FC Utrecht en Feyenoord elkaar te lijf in Stadion Galgenwaard in Utrecht. Ook waren er in het verleden rellen tussen supporters van ADO en Feyenoord. Een voorbeeld hiervan is rellen tussen Feyenoord-supporters in een vak voor kinderen in het stadion van ADO Den Haag.
In het verleden, toen Xerxes nog het hoogste niveau voetbalde, was de wedstrijd tegen Xerxes ook een Rotterdamse derby te noemen.

## Stadion

### Kromme Zandweg

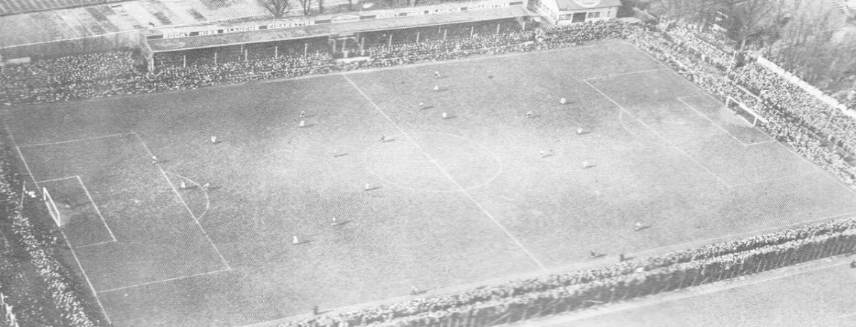
De thuisbasis aan de Kromme Zandweg

In de beginjaren van de club speelde het op verschillende locaties op Zuid. Zo speelde het tussen 1909 en 1917 op het Afrikaanderplein aan de Paul Krugerstraat, waar destijds een voetbalveld lag. Later speelde de club aan de Kromme Zandweg, op de hoek met de Dordtsestraatweg, tegenwoordig is hier het oostelijke deel van het Zuiderpark te vinden. Het stadion werd geopend op 26 augustus 1917 met een openingswedstrijd tegen Be Quick uit Zutphen, die door Feyenoord met 2-3 werd verloren.

### De Kuip

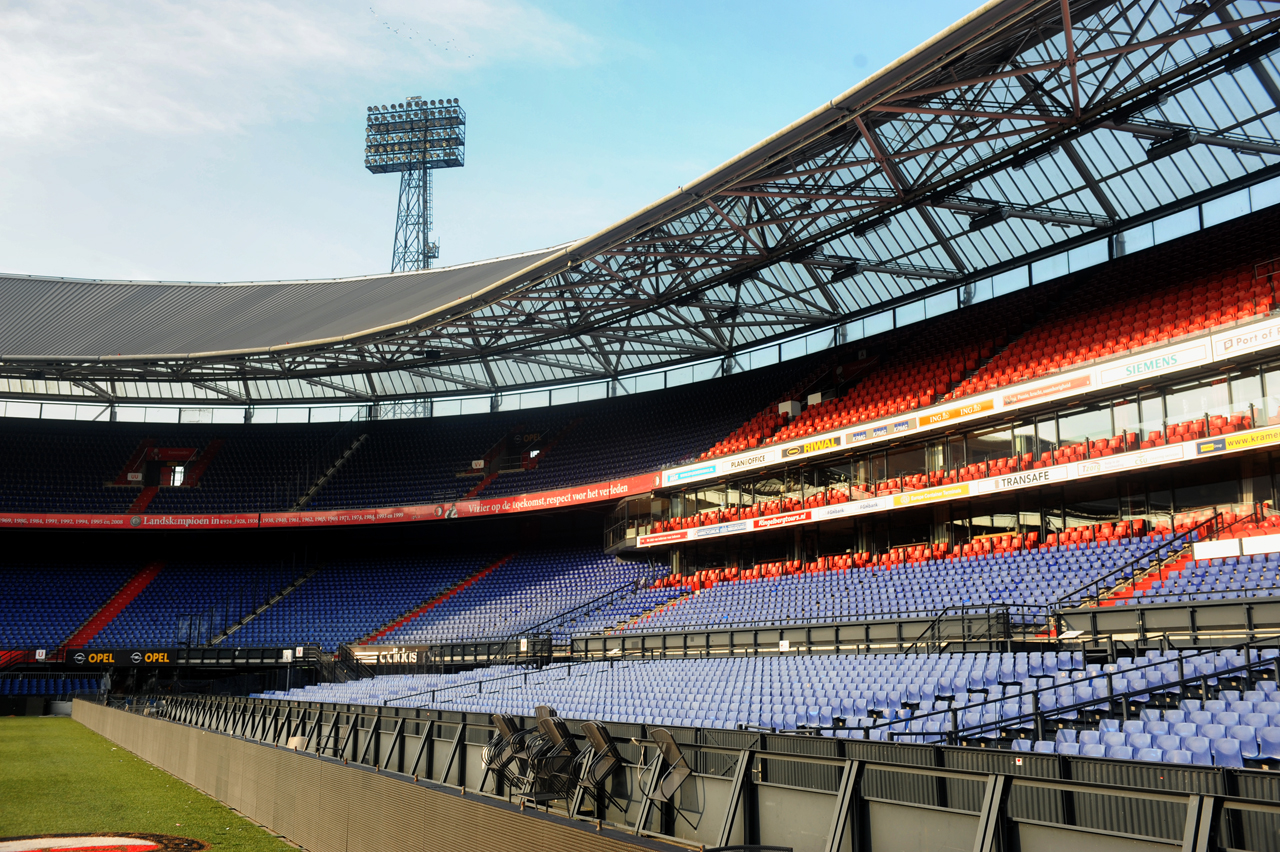
Binnenzijde van De Kuip

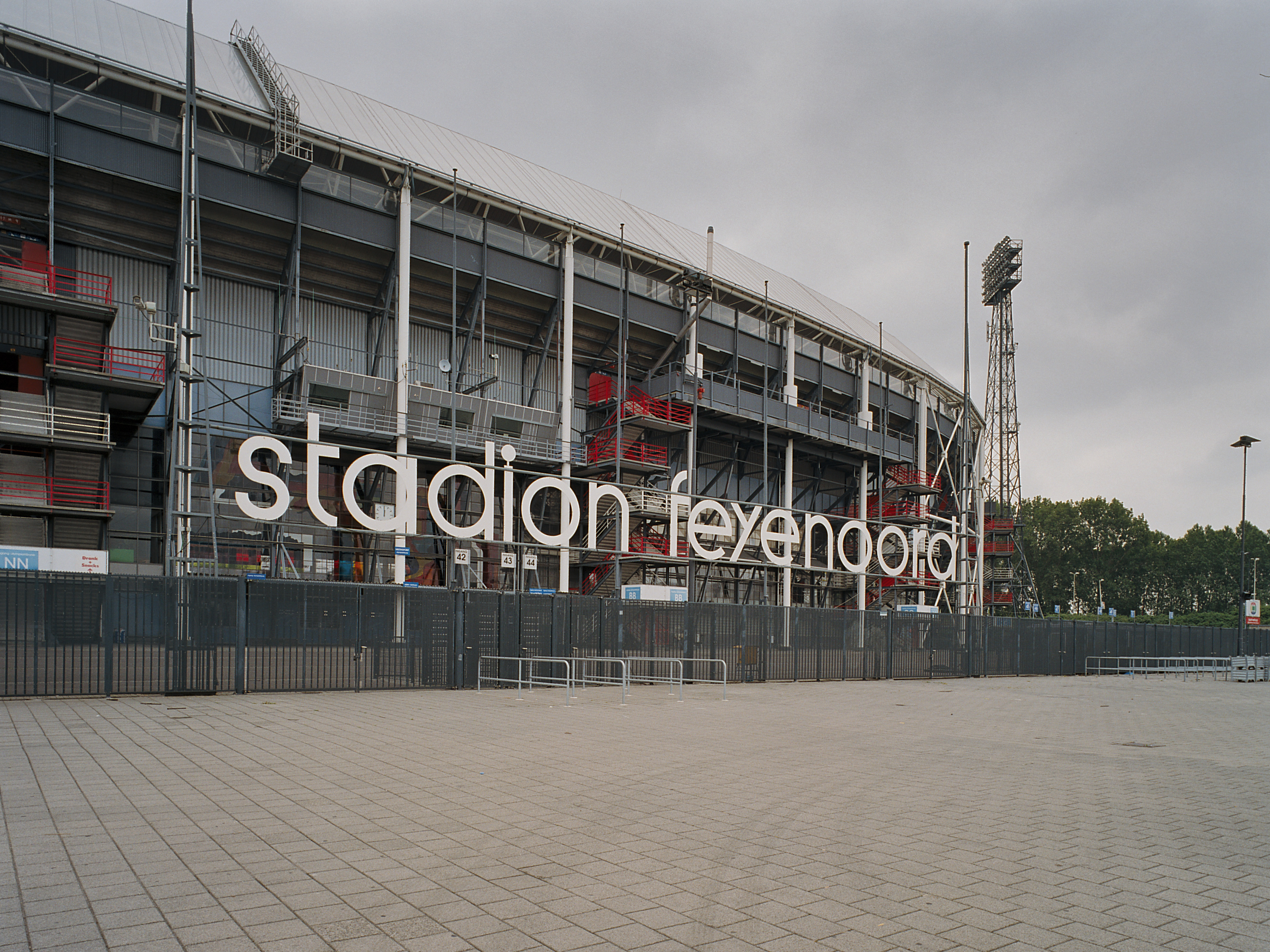
Buitenzijde van De Kuip

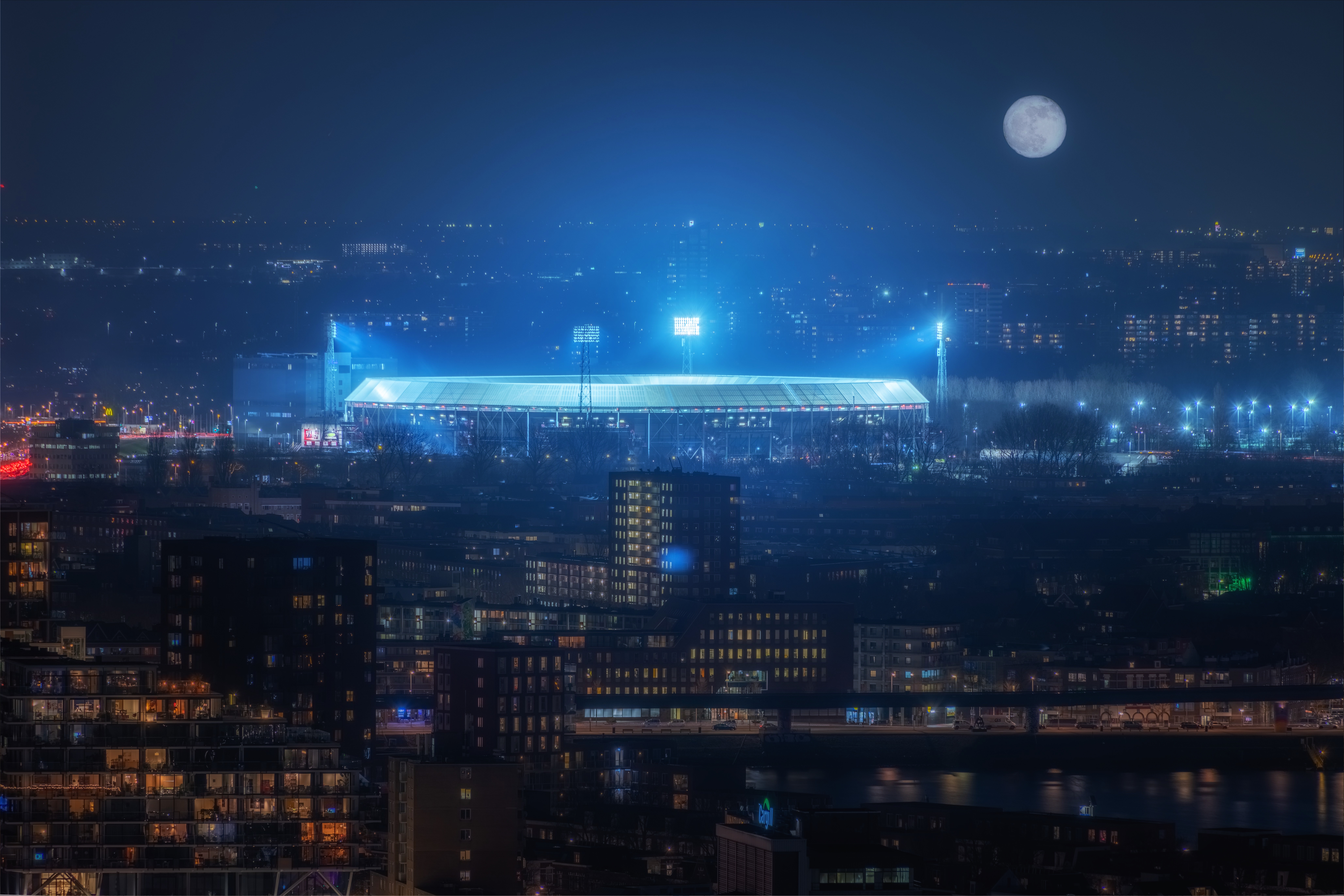
De Kuip tijdens een avondwedstrijd

Stadion Feijenoord is sinds 1937 de thuisbasis van Feyenoord. Het werd destijds gebouwd in opdracht van voorzitter Leen van Zandvliet en ontworpen door Leendert van der Vlugt, die eerder al de Van Nellefabriek ontwierp. Twee van de tribunes in De Kuip zijn vernoemd naar clubiconen; oud-verzorger en ambassadeur Gerard Meijer en oud-speler en -trainer Willem van Hanegem. Ook de zalen in het naastgelegen Maasgebouw zijn vernoemd naar verschillende bepalende figuren in de geschiedenis van de club; Ernst Happel, Bas Paauwe, Cor Kieboom, Coen Moulijn, Puck van Heel, Guus Brox en Gerard Kerkum. Het perscentrum in het stadion is vernoemd naar Fred Blankemeijer. Oud-speler Peter Houtman was sinds 1998 de vaste stadionspeaker van de club tijdens thuiswedstrijden in De Kuip. Na 27 jaar kwam er medio 2025, wegens ziekte, een eind aan het dienstverband van Houtman als vaste stadionspeaker. Hij werd opgevolgd door Dimitri Metgod, zoon van oud-speler John Metgod.
| Periode        | Naam           |                |
| Stadionspeaker | Stadionspeaker | Stadionspeaker |
| -------------- | -------------- | -------------- |
| 1998–2025      | Peter Houtman  |                |
| 2025–0000      | Dimitri Metgod |                |

### Nieuwbouw
Sinds het begin van de twintigste eeuw werkt Feyenoord aan plannen voor een groter, moderner stadion. Zo was er een plan voor een stadion dat deels op het Eiland van Brienenoord zou worden gebouwd voor het bid van het WK voetbal 2018 of 2022 dat plaats moest vinden in Nederland en België. Het bid, dat onder andere een nieuw stadion voor 86.000 toeschouwers in Rotterdam behelsde, redde het niet. In december 2010 werden er andere landen als gastland aangewezen.
Na het mislopen van het gastheerschap werden er alternatieve plannen gevormd om een nieuw stadion te bouwen op een gedeelte van Sportcomplex Varkenoord, direct naast De Kuip. Dit plan werd in 2013 echter afgeblazen.
Het meest recente plan betrof een stadion dat deels in de Maas zou komen te liggen en waarvan de club hoopte het in 2025 te gaan bespelen. Dit plan was onderdeel van de gebiedsontwikkeling Feyenoord City en droeg, door de voorgenomen locatie, de bijnaam Maasstadion. De nieuwbouwplannen bevonden zich in april 2021 in een vergevorderd stadium. Later werd er vooralsnog een streep door de plannen gezet en besloot de voetbalclub haar opties te heroverwegen, óók vernieuwbouw van het huidige stadion. Op 21 april 2022 maakte toenmalig algemeen directeur Dennis te Kloese en financieel directeur Pieter Smorenburg bekend dat Feyenoord af zou zien van zowel nieuwbouw als de vernieuwbouw opties.

### Vernieuwbouw
Naast de plannen die de club en gemeente maakten voor de bouw van een nieuw stadion zijn er door de jaren heen ook verschillende initiatieven van supportersgroepen geweest om De Kuip te vernieuwen. Zo werd in 2012 de stichting Red de Kuip gelanceerd die een vernieuwbouwplan maakte voor De Kuip. In april 2020 kwam hier het initiatief De Moderne Kuip bij. Na het definitief afblazen van het Maasstadion presenteerde de mensen achter De Moderne Kuip een hernieuwd, grondig renovatieplan.

## Trainingscomplex

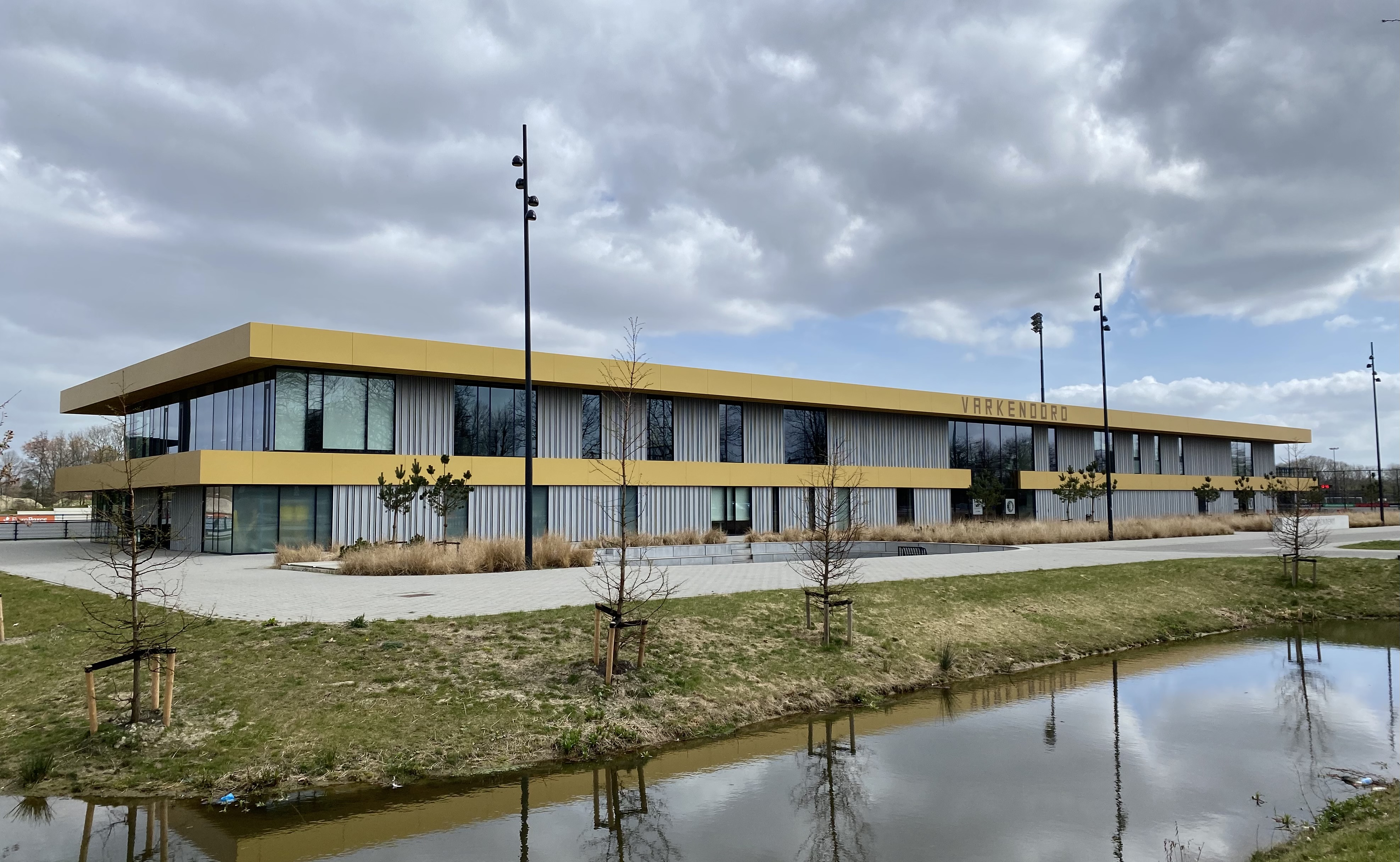
Hoofdgebouw Feyenoord Academy op Varkenoord

### Sportcomplex Varkenoord
Sinds jaar en dag huisvest Sportcomplex Varkenoord de jeugdopleiding van Feyenoord. In de periode 2009–2018 trainde ook het eerste elftal op het sportcomplex, nadat het trainingsveld voor het stadion plaats moest maken voor het parkeerterrein. Nadat het eerste elftal in de zomer van 2018 verhuisde naar het nieuwe Trainingscomplex 1908 even verderop, onderging Varkenoord een metamorfose. Zo werden er nieuwe velden aangelegd en kwam er een gloednieuw hoofdgebouw voor de Feyenoord Academy en SC Feyenoord. Dit hoofdgebouw werd op 23 augustus 2019 officieel geopend door Robin van Persie en Giovanni van Bronckhorst, naar wie de hoofdtribune werd vernoemd. Later ging Varkenoord ook als trainings- en wedstrijdlocatie dienen voor de Feyenoord Vrouwen. Na het overlijden van Wim Jansen werd het plein voor het vernieuwde complex naar hem vernoemd vanwege zijn grote inzet voor – en bijdrage aan – de jeugdopleiding van de Rotterdammers.

### Trainingscomplex 1908
Jarenlang trainde het eerste elftal van Feyenoord op een veld voor De Kuip, maar in de periode van 2009 tot medio 2018 trainde het op Sportcomplex Varkenoord. Het eerste elftal stak daarvoor vaak de drukke Coen Moulijnweg over, dit tot ergernis van toenmalig hoofdtrainer Ronald Koeman, die ervoor zorgde dat het elftal in het vervolg met busjes naar de trainingsvelden gebracht zouden worden. In de zomer van 2018 nam het eerste elftal een nieuw trainingscomplex in gebruik dat voorzien was van een hoofdgebouw met daarin faciliteiten als een sportruimte, medisch centrum, zwembad, auditorium en kantoren voor de medewerkers van het eerste elftal.

## Organisatie

### Aandeelhouders
Feyenoord Rotterdam N.V. is eigenaar van het merk Feyenoord en bestuurt de profclub. De aandelen van de club zijn verdeeld over Stichting Continuïteit Feyenoord (Stico), de Vrienden van Feyenoord (VvF B.V.) en de Stichting Supporters Steunen Feyenoord. De Stichting Continuïteit Feyenoord bewaakt het cultureel erfgoed van Feyenoord en bezit een gouden aandeel. De Vrienden van Feyenoord bestaat uit een groep vermogende supporters die onder leiding van Pim Blokland in oktober 2010 een belang in de club hebben bemachtigd. Destijds had Feyenoord een schuld van 40 miljoen euro waardoor de financiën van de club door de KNVB werd ingeschaald in de hoogste risicocategorie. De Vrienden van Feyenoord heeft zich als doel gesteld de club "in financiële zin structureel gezond te maken".

| Aandeelhouders                         | Percentage     |                |
| Feyenoord N.V.                         | Feyenoord N.V. | Feyenoord N.V. |
| -------------------------------------- | -------------- | -------------- |
| Stichting Continuïteit Feyenoord       | 50,1           |                |
| Vrienden van Feyenoord                 | 48,7           |                |
| Stichting Supporters Steunen Feyenoord | 1,2            |                |

Laatste update: 24 juni 2024

### Betaaldvoetbalorganisatie
De club wordt geleid door de directie. Op deze leiding houdt de Raad van Commissarissen (RvC) toezicht. De huidige samenstelling van de directie, de RvC en de StiCo is in het volgende overzicht te raadplegen.

| Functie                           | Naam                             | Sinds                            |
| Stichting Continuïteit Feyenoord  | Stichting Continuïteit Feyenoord | Stichting Continuïteit Feyenoord |
| --------------------------------- | -------------------------------- | -------------------------------- |
| Voorzitter                        | Allard Castelein                 | 2024                             |
| Leden                             | Pim Blokland                     | 2019                             |
| Leden                             | Michiel Gilsing                  | 2018                             |
| Leden                             | Ronald Brus                      | 2024                             |
| Leden                             | Dick van Well                    | 2015                             |
| Raad van Commissarissen           |                                  |                                  |
| President-Commissaris             | Toon van Bodegom                 | 2018                             |
| Commissarissen                    | Eelco Blok                       | 2023                             |
| Commissarissen                    | Alexander van der Lely           | 2024                             |
| Commissarissen                    | Rob Tromp                        | 2024                             |
| Commissarissen                    | Sjaak Troost                     | 2020                             |
| Directie                          |                                  |                                  |
| Algemeen directeur                | Dennis te Kloese                 | 2022                             |
| Financieel directeur              | Pieter Smorenburg                | 2019                             |
| Commercieel directeur             | Ruud van der Knaap               | 2023                             |
| Venue Director Stadion Feijenoord | Lilian de Leeuw                  | 2023                             |

Laatste update: 14 oktober 2024

#### Technisch management
Sinds het vertrek van technisch directeur Frank Arnesen in 2022 nam algemeen directeur Dennis te Kloese een groot deel van de portefeuille technische zaken voor zijn rekening. Omdat hij deze moest combineren met zijn overige werkzaamheden werd in 2024 een technisch managementteam opgezet die het transferbeleid van de Rotterdammers moest ondersteunen. Binnen dit managementteam werden verschillende disciplines samengevoegd die van waarde zijn bij het selectieproces van Feyenoord op basis van de geformuleerde voetbalvisie van de club.
| Functie                        | Naam                           | Sinds                          | Contract                       | Vorige club                    |
| Recruitment & Development staf | Recruitment & Development staf | Recruitment & Development staf | Recruitment & Development staf | Recruitment & Development staf |
| ------------------------------ | ------------------------------ | ------------------------------ | ------------------------------ | ------------------------------ |
| Technisch Manager              | Mark Ruijl                     | 2024                           |                                |                                |
| Development Manager            | Jelle Goes                     | 2023                           |                                | UEFA                           |
| Performance Manager            | Stijn Vandenbroucke            | 2024                           |                                |                                |
| Hoofd Scout                    | Micha Jansen                   | 2024                           |                                | Willem II                      |
| Scouts                         | Laurent Aalbersberg            | 2023                           |                                |                                |
| Scouts                         | Alexander Reuters              | 2024                           |                                | De Graafschap                  |
| Scouts                         | Guido Schoen                   | 2024                           |                                | Manchester City                |
| Scouts                         | Cem Tuncel                     | 2024                           |                                |                                |
| Data scouting scientists       | Koen Gerla                     | 2023                           |                                |                                |
| Data scouting scientists       | Govert Soeters                 | 2021                           |                                |                                |
| Video scouting analist         | Erik Elias                     | 2023                           |                                |                                |

Laatste update: 25 februari 2025

#### Club & Stadion
In het najaar van 2024 werd bekend dat voetbalclub Feyenoord en de organisatie achter de thuisbasis van de club, Stadion Feijenoord N.V., de intentie hebben om als één gezamenlijke organisatie verder te gaan. Door het afblazen van de nieuwbouwplannen door toenmalig algemeen directeur Dennis te Kloese werd Feyenoord genoodzaakt om nog meerdere jaren in De Kuip te blijven spelen. De ontwikkelingskosten van het nieuwe stadion zorgde echter voor een grote schuldenlast bij de stadion-organisatie, waardoor deze een 'geluidsdeal' moest sluiten met de gemeente om de lening bij Goldman Sachs af te lossen.
Om het huidige onderkomen te verbeteren is geld nodig. Beide organisaties realiseerden zich dat ze samen sterker staan, waardoor er op 10 december 2024 bekend werd gemaakt dat beide partijen een intentieovereenkomst hadden gesloten om samen verder te gaan. Om ook in de volgende jaren actief te kunnen blijven in het stadion is naar verwachting 30 tot 50 miljoen euro nodig voor onderhoud en verbeteringen.

### Feyenoord Academy
De Feyenoord Academy is de jeugdopleiding van de Rotterdammers. Het is een belangrijke levensader van de club en heeft door de jaren heen vele talentvolle voetballers voortgebracht, zoals topscorer van het Nederlands elftal Robin van Persie. Andere voorbeelden van Feyenoord-spelers die langdurig international zijn/waren en de opleiding in de Feyenoord Academy hebben doorlopen zijn Giovanni van Bronckhorst, Georginio Wijnaldum, Wim Jansen, Puck van Heel en Stefan de Vrij. Het is een van de toonaangevende opleidingsinstituten in het Nederlandse voetbal en won al meerdere keren de Rinus Michels Award voor Jeugdopleiding van het Jaar. Ook internationaal wordt de kwaliteit van de Academy onderkend. Zo eindigde Feyenoord in 2022 als 24e op de ranglijst van clubs uit de 31 sterkste Europese competities die de meeste profvoetballers hebben opgeleid.

| Functie             | Naam                  | Sinds      |
| Management          | Management            | Management |
| ------------------- | --------------------- | ---------- |
| Head of Academy     | Zeb Jacobs            | 2024       |
| Head of Operations  | Jurrie van der Velden | 2025       |
| Head of Methodology | Koen Stam             | 2021       |

Laatste update: 16 januari 2025

#### Academy Partners
De jeugdopleiding deelt kennis met haar Academy Partners om het opleidingsklimaat voor jeugdspelers te verbeteren. Anno september 2024 heeft de club dertien samenwerkingen, waaronder Alphense Boys, BVV Barendrecht, RBC, Spartaan'20, VV Nieuwerkerk en VV Spijkenisse.

### Feyenoord Vrouwen
Nadat Feyenoord reeds in 2017 was begonnen met het integreren van meidenvoetbal trad het en 2021 officieel toe tot de Vrouwen Eredivisie met haar eigen vrouwenelftal, Feyenoord Vrouwen.
| Functie                  | Naam        | Sinds      |
| Management               | Management  | Management |
| ------------------------ | ----------- | ---------- |
| Head of Women's Football | Manon Melis | 2024       |

Laatste update: 25 februari 2025

### Sportclub Feyenoord
Sportclub Feyenoord ontstond in 1978 uit een splitsing tussen de betaaldvoetbalorganisatie en de amateurafdeling. Het standaardelftal speelde jarenlang in het zondag amateurvoetbal, maar tijdens een Algemene Ledenvergadering in november 2012 kozen de leden ervoor te switchen naar het zaterdagvoetbal. In een paar jaar klom het elftal op van de Vierde Klasse naar de Hoofdklasse. Anno 2024/25 komt het team uit in de Vierde Divisie.

### Samenwerkingsverbanden
Feyenoord had tussen 1997 en 2005, en van 2009 tot en met 2015 een nauw samenwerkingsverband met stadsgenoot Excelsior Rotterdam. Feyenoord kon spelers die nog niet goed genoeg waren voor het eerste elftal bij Excelsior ervaring op laten doen en ze later weer terug halen. Onder andere Christian Gyan, Thomas Buffel en Salomon Kalou wisten op deze wijze door te breken bij Feyenoord. Sinds 2005 stalde Feyenoord vrijwel geen talenten meer bij Excelsior en was de verhouding veel zakelijker. Wel maakten – buiten de samenwerking om – Luigi Bruins en Andwelé Slory de overstap naar De Kuip. Tijdens het seizoen 2008/09 werd de samenwerking met Excelsior in zijn geheel opgeheven, om er enkele maanden later weer op terug te komen. De hernieuwde samenwerking hield aan tot medio 2015.
Van 1999 tot 2014 had Feyenoord een satellietclub in Ghana. Feyenoord Fetteh was de Afrikaanse voetbaltak van de Rotterdammers, maar omdat slechts enkele spelers zonder succes de overstap naar Feyenoord maakten, ging het project vooral als liefdadigheidsproject de Nederlandse geschiedenisboeken in. De club werd in Ghana wel geroemd vanwege zijn toonaangevende voetbalacademie. Enkele spelers die hier uit voort kwamen zijn Nana Asare, Bernard Mensah en Christian Atsu, die later – respectievelijk – bij onder andere FC Utrecht, Besiktas en Newcastle United speelden.
Feyenoord had ook verschillende samenwerkingsverbanden met buitenlandse clubs, maar omdat die niets opleverden, werden ze verbroken. De club heeft via de Feyenoord Academy samenwerkingsverbanden met verschillende amateurvoetbalclubs uit de regio.
Tijdens de nieuwjaarsreceptie van 2019 maakte toenmalig algemeen directeur Jan de Jong bekend dat Feyenoord een samenwerkingsverband aan was gegaan met het nabijgelegen FC Dordrecht. Door middel van deze samenwerking was Feyenoord voornemens om ieder seizoen enkele jeugdspelers onder te brengen bij de Schapenkoppen om ervaring op te doen in het betaalde voetbal. Onder andere Jari Schuurman, Crysencio Summerville, Joël Zwarts en Anass Achahbar werden ondergebracht bij Dordrecht. Ook zouden de clubs samenwerken op het gebied van kennisdeling en het opleiden van (jeugd)trainers. Echter werd de samenwerking al snel stopgezet, omdat het niet het gewenste effect had voor beide clubs.
In 2023 werd een nieuwe coöperatie opgezet tussen de Dordtenaren en Feyenoord. Onderdeel van de hernieuwde samenwerking was het onderbrengen van enkele spelers, een door Feyenoord gedetacheerde assistent-trainer en performance trainer. Guus Baars en Antef Tsoungui werden de eerste spelers die tijdelijk onder werden gebracht bij Dordrecht, terwijl Pascal Bosschaart aan de slag ging als assistent-trainer.
De hernieuwde samenwerking met Dordrecht maakte onderdeel uit van de opzet van een global football department dat verantwoordelijk zou worden voor uitgeleende spelers en (internationale) samenwerkingsverbanden, zoals die met het Japanse Urawa Red Diamonds, het Amerikaanse Orange County SC, het Mexicaanse Tigres UANL en het Singaporese Lion City Sailors. Mark Ruijl, tot dat moment hoofd scout, zou de nieuwe afdeling gaan leiden.
| Functie                         | Naam       | Sinds      |
| Management                      | Management | Management |
| ------------------------------- | ---------- | ---------- |
| Technisch Manager               | Mark Ruijl | 2023       |
| Manager International Relations | Gido Vader |            |

Laatste update: 14 oktober 2024

### Multisportclub
Naast de verschillende voetbaltakken bestond de club had ook enige tijd andere sporten binnen haar organisatie. Medio 2018 werd Feyenoord een multisportclub en voegde het een basketbal-, futsal- en handbalafdeling toe. In een ver verleden was er ook een honkbalteam genaamd Sparta/Feyenoord. Het opzetten van een multisportclub maakte onderdeel uit van het groeiplan richting Het Nieuwe Stadion en de gebiedsontwikkeling daaromheen. Na een aantal jaar van integreren en oriënteren maakte de club op 22 juni 2021 bekend de volgende stappen te willen zetten met de verschillende sporten. Zo zouden er onder andere maatschappelijke activiteiten geïntroduceerd wordeen en moest het aantal sporten toenemen.
Ondanks de eerder uitgesproken ambities werd in juli 2022 bekend dat de samenwerking met de futsaltak werd stopgezet, waardoor deze afdeling zich afsplitste van de club. In 2025 volgde ook de afsplitsing van de basketbal- en handbalafdeling, omdat Feyenoord zich volledig focust en wil focussen op het voetbal. Hiermee kwam er een einde aan multisportclub Feyenoord en beschikt het alleen nog over de voetbalafdeling, bestaande uit een mannenelftal, vrouwenelftal, jeugdopleiding en amateurafdeling.

### Oud-Feyenoord
Een selectie van voormalig Feyenoord-spelers speelt al meerdere jaren wedstrijden door het hele land tegen diverse clubs en gelegenheidselftallen op verschillende niveaus, vaak ter gelegenheid van een jubileum of opening van een nieuw sportcomplex. De selectie van Oud-Feyenoord bestaat uit ongeveer twintig spelers met een rijk verleden bij de club, onder wie Pierre van Hooijdonk, Paul Bosvelt, Kees van Wonderen, Ben Wijnstekers, Peter Houtman, Royston Drenthe, Jean-Paul van Gastel, Kees van Wonderen en Gaston Taument.

## Teams

### Feyenoord 1

#### Selectie
| Nr.           | Naam                | Competitie | Competitie | Beker      | Beker      | Europa     | Europa     | Overig     | Overig     | Totaal     | Totaal     | Sinds      | Contract   | Vorige club            | Debuut            | Debuutwedstrijd                   |
| Nr.           | Naam                | W          | Doelpunten | W          | Doelpunten | W          | Doelpunten | W          | Doelpunten | W          | Doelpunten | Sinds      | Contract   | Vorige club            | Debuut            | Debuutwedstrijd                   |
| Doelmannen    | Doelmannen          | Doelmannen | Doelmannen | Doelmannen | Doelmannen | Doelmannen | Doelmannen | Doelmannen | Doelmannen | Doelmannen | Doelmannen | Doelmannen | Doelmannen | Doelmannen             | Doelmannen        | Doelmannen                        |
| ------------- | ------------------- | ---------- | ---------- | ---------- | ---------- | ---------- | ---------- | ---------- | ---------- | ---------- | ---------- | ---------- | ---------- | ---------------------- | ----------------- | --------------------------------- |
| 1             | Justin Bijlow       | 108        | 0          | 9          | 0          | 30         | 0          | 4          | 0          | 151        | 0          | 2016       | 2026       |                        | 13 augustus 2017  | Feyenoord – FC Twente, 2-1        |
| 22            | Timon Wellenreuther | 59         | 0          | 7          | 0          | 19         | 0          | 1          | 0          | 86         | 0          | 2022       | 2027       | RSC Anderlecht         | 5 februari 2023   | Feyenoord – PSV, 2-2              |
| 37            | Mannou Berger       | 0          | 0          | 0          | 0          | 0          | 0          | 0          | 0          | 0          | 0          | 2024       | 2027       | FC Dordrecht           |                   |                                   |
| 39            | Liam Bossin         | 0          | 0          | 0          | 0          | 0          | 0          | 0          | 0          | 0          | 0          | 2025       | 2027       | FC Dordrecht           |                   |                                   |
| Verdedigers   |                     |            |            |            |            |            |            |            |            |            |            |            |            |                        |                   |                                   |
| 2             | Bart Nieuwkoop      | 93         | 1          | 12         | 1          | 22         | 0          | 2          | 1          | 129        | 3          | 2023       | 2027       | Union Sint-Gillis      | 4 oktober 2015    | De Graafschap – Feyenoord, 1-2    |
| 3             | Thomas Beelen       | 45         | 1          | 6          | 0          | 15         | 0          | 1          | 0          | 67         | 1          | 2023       | 2028       | PEC Zwolle             | 13 augustus 2023  | Feyenoord – Fortuna Sittard, 0-0  |
| 4             | Tsuyoshi Watanabe   | 2          | 0          | 0          | 0          | 2          | 2          | 0          | 0          | 4          | 2          | 2025       | 2029       | KAA Gent               | 6 augustus 2025   | Feyenoord – Fenerbahçe SK, 2-1    |
| 5             | Gijs Smal           | 26         | 0          | 2          | 0          | 11         | 0          | 0          | 0          | 39         | 0          | 2024       | 2028       | FC Twente              | 18 augustus 2024  | PEC Zwolle – Feyenoord, 1-5       |
| 15            | Jordan Bos          | 2          | 0          | 0          | 0          | 2          | 0          | 0          | 0          | 4          | 0          | 2025       | 2029       | KVC Westerlo           | 6 augustus 2025   | Feyenoord – Fenerbahçe SK, 2-1    |
| 18            | Gernot Trauner      | 87         | 1          | 7          | 0          | 38         | 1          | 0          | 0          | 132        | 2          | 2021       | 2026       | LASK                   | 5 augustus 2021   | FC Luzern – Feyenoord, 0-3        |
| 20            | Jeyland Mitchell    | 1          | 0          | 1          | 0          | 7          | 0          | 0          | 0          | 9          | 0          | 2024       | 2029       | Alajuelense            | 19 september 2024 | Feyenoord – Bayer Leverkusen, 0-4 |
| 21            | Anel Ahmedhodžić    | 2          | 0          | 0          | 0          | 2          | 0          | 0          | 0          | 4          | 0          | 2025       | 2029       | Sheffield United       | 6 augustus 2025   | Feyenoord – Fenerbahçe SK, 2-1    |
| 26            | Givairo Read        | 27         | 2          | 3          | 1          | 5          | 0          | 1          | 0          | 36         | 3          | 2024       | 2029       | FC Volendam            | 15 februari 2024  | Feyenoord – AS Roma, 1-1          |
| 30            | Jordan Lotomba      | 8          | 1          | 0          | 0          | 7          | 0          | 0          | 0          | 15         | 1          | 2024       | 2027       | OGC Nice               | 14 september 2024 | FC Groningen – Feyenoord, 2-2     |
| 35            | Neraysho Kasanwirjo | 7          | 0          | 2          | 0          | 0          | 0          | 0          | 0          | 9          | 0          | 2023       | 2027       | Rangers FC             | 26 januari 2023   | Feyenoord – N.E.C., 3-0           |
| 43            | Jan Plug            | 1          | 0          | 0          | 0          | 0          | 0          | 0          | 0          | 1          | 0          | 2025       | 2026       |                        | 14 mei 2025       | Feyenoord – RKC Waalwijk, 2-0     |
|               | Antef Tsoungui      | 0          | 0          | 0          | 0          | 0          | 0          | 0          | 0          | 0          | 0          | 2023       | 2026       | OH Leuven              |                   |                                   |
| Middenvelders |                     |            |            |            |            |            |            |            |            |            |            |            |            |                        |                   |                                   |
| 6             | Hwang In-Beom       | 22         | 3          | 2          | 0          | 9          | 0          | 0          | 0          | 33         | 3          | 2024       | 2028       | Rode Ster Belgrado     | 19 september 2024 | Feyenoord – Bayer Leverkusen, 0-4 |
| 7             | Jakub Moder         | 14         | 3          | 1          | 0          | 4          | 1          | 0          | 0          | 19         | 4          | 2025       | 2028       | Brighton & Hove Albion | 2 februari 2025   | Ajax – Feyenoord, 2-1             |
| 8             | Quinten Timber      | 75         | 15         | 7          | 1          | 22         | 2          | 1          | 0          | 105        | 18         | 2022       | 2026       | FC Utrecht             | 7 augustus 2022   | Vitesse – Feyenoord, 2-5          |
| 10            | Calvin Stengs       | 41         | 7          | 5          | 1          | 11         | 1          | 2          | 0          | 59         | 9          | 2023       | 2027       | OGC Nice               | 4 augustus 2023   | Feyenoord – PSV, 0-1              |
| 14            | Sem Steijn          | 2          | 2          | 0          | 0          | 2          | 0          | 0          | 0          | 4          | 2          | 2025       | 2029       | FC Twente              | 6 augustus 2025   | Feyenoord – Fenerbahçe SK, 2-1    |
| 25            | Shiloh 't Zand      | 2          | 0          | 0          | 0          | 0          | 0          | 0          | 0          | 2          | 0          | 2023       | 2028       | Heracles Almelo        | 22 februari 2025  | Feyenoord – Almere City FC, 2-1   |
| 28            | Oussama Targhalline | 8          | 0          | 0          | 0          | 1          | 0          | 0          | 0          | 9          | 0          | 2025       | 2028       | Le Havre AC            | 15 februari 2025  | NAC Breda – Feyenoord, 0-0        |
| 29            | Ezequiel Bullaude   | 9          | 0          | 2          | 0          | 4          | 1          | 0          | 0          | 15         | 1          | 2022       | 2027       | Fortuna Sittard        | 11 september 2022 | Feyenoord – Sparta Rotterdam, 3-0 |
| 34            | Chris-Kévin Nadje   | 8          | 0          | 2          | 0          | 3          | 0          | 0          | 0          | 13         | 0          | 2024       | 2028       | FC Versailles 78       | 25 augustus 2024  | Sparta Rotterdam – Feyenoord, 1-1 |
| 40            | Luciano Valente     | 2          | 0          | 0          | 0          | 2          | 0          | 0          | 0          | 4          | 0          | 2025       | 2029       | FC Groningen           | 6 augustus 2025   | Feyenoord – Fenerbahçe SK, 2-1    |
| 47            | Thijs Kraaijeveld   | 0          | 0          | 0          | 0          | 0          | 0          | 0          | 0          | 0          | 0          | 2025       | 2028       |                        |                   |                                   |
| Aanvallers    |                     |            |            |            |            |            |            |            |            |            |            |            |            |                        |                   |                                   |
| 9             | Ayase Ueda          | 49         | 14         | 5          | 0          | 17         | 2          | 1          | 0          | 72         | 16         | 2023       | 2028       | Cercle Brugge          | 13 augustus 2023  | Feyenoord – Fortuna Sittard, 0-0  |
| 11            | Gonçalo Borges      | 0          | 0          | 0          | 0          | 1          | 0          | 0          | 0          | 0          | 0          | 2025       | 2029       | FC Porto               | 12 augustus 2025  | Fenerbahçe SK – Feyenoord, 5-2    |
| 16            | Leo Sauer           | 15         | 2          | 0          | 0          | 4          | 0          | 0          | 0          | 19         | 2          | 2023       | 2028       | NAC Breda              | 20 augustus 2023  | Sparta Rotterdam – Feyenoord, 2-2 |
| 17            | Casper Tengstedt    | 1          | 0          | 0          | 0          | 2          | 0          | 0          | 0          | 3          | 0          | 2025       | 2029       | SL Benfica             | 6 augustus 2025   | Feyenoord – Fenerbahçe SK, 2-1    |
| 19            | Julián Carranza     | 21         | 4          | 2          | 0          | 7          | 1          | 0          | 0          | 30         | 5          | 2024       | 2028       | Philadelphia Union     | 14 september 2024 | FC Groningen – Feyenoord, 2-2     |
| 23            | Anis Hadj Moussa    | 32         | 8          | 2          | 0          | 13         | 4          | 0          | 0          | 47         | 12         | 2024       | 2030       | Patro Eisden           | 10 augustus 2024  | Feyenoord – Willem II, 1-1        |
| 27            | Gaoussou Diarra     | 1          | 0          | 0          | 0          | 1          | 0          | 0          | 0          | 2          | 0          | 2025       | 2029       | Istanbulspor           | 6 augustus 2025   | Feyenoord – Fenerbahçe SK, 2-1    |
| 32            | Aymen Sliti         | 4          | 1          | 0          | 0          | 1          | 0          | 0          | 0          | 5          | 1          | 2025       | 2026       |                        | 11 maart 2025     | Internazionale – Feyenoord, 2-1   |
| 36            | Jaden Slory         | 1          | 0          | 0          | 0          | 0          | 0          | 0          | 0          | 1          | 0          | 2024       | 2027       | FC Dordrecht           | 16 augustus 2025  | Excelsior – Feyenoord, 1-2        |

* Wedstrijdstatistieken bijgewerkt tot en met 16 augustus 2025 na Excelsior Rotterdam – Feyenoord (1-2). Europese statistieken zijn inclusief kwalificatiewedstrijden.

 * Bij blessures of schorsingen wordt het team aangevuld met jeugdspelers. Als de naam cursief is, dan betreft dit een jeugdspeler die dit seizoen (2025/26) minuten heeft gemaakt.

 * Als de vorige club cursief weergegeven wordt dan is deze speler door Feyenoord verhuurd geweest aan de betreffende club.
| Verhuurde spelers | Verhuurde spelers | Verhuurde spelers      | Verhuurde spelers      | Verhuurde spelers      | Verhuurde spelers      | Verhuurde spelers      | Verhuurde spelers      | Verhuurde spelers      | Verhuurde spelers      | Verhuurde spelers      | Verhuurde spelers      | Verhuurde spelers      | Verhuurde spelers      | Verhuurde spelers | Verhuurde spelers |
| ----------------- | ----------------- | ---------------------- | ---------------------- | ---------------------- | ---------------------- | ---------------------- | ---------------------- | ---------------------- | ---------------------- | ---------------------- | ---------------------- | ---------------------- | ---------------------- | ----------------- | ----------------- |
| Linie             | Naam              | Gegevens bij Feyenoord | Gegevens bij Feyenoord | Gegevens bij Feyenoord | Gegevens bij Feyenoord | Gegevens bij Feyenoord | Gegevens bij Feyenoord | Gegevens bij Feyenoord | Gegevens bij Feyenoord | Gegevens bij Feyenoord | Gegevens bij Feyenoord | Gegevens bij Feyenoord | Gegevens bij Feyenoord | Verhuurd aan      | Verhuurd tot      |
| Linie             | Naam              | Competitie             | Competitie             | Beker                  | Beker                  | Europa                 | Europa                 | Overig                 | Overig                 | Totaal                 | Totaal                 | Sinds                  | Contract               | Verhuurd aan      | Verhuurd tot      |
| Linie             | Naam              | W                      | Doelpunten             | W                      | Doelpunten             | W                      | Doelpunten             | W                      | Doelpunten             | W                      | Doelpunten             | Sinds                  | Contract               | Verhuurd aan      | Verhuurd tot      |
| D                 | Plamen Andreev    | 1                      | 0                      | 0                      | 0                      | 0                      | 0                      | 0                      | 0                      | 1                      | 0                      | 2024                   | 2029                   | Racing Santander  | 2026              |
| M                 | Seunggyun Bae     | 0                      | 0                      | 0                      | 0                      | 0                      | 0                      | 0                      | 0                      | 0                      | 0                      | 2025                   | 2028                   | FC Dordrecht      | 2026              |
| M                 | Matteo Malasomma  | 0                      | 0                      | 0                      | 0                      | 0                      | 0                      | 0                      | 0                      | 0                      | 0                      | 2025                   |                        | FC Dordrecht      | 2026              |
| M                 | Gjivai Zechiël    | 11                     | 0                      | 2                      | 0                      | 3                      | 0                      | 0                      | 0                      | 16                     | 0                      | 2023                   | 2028                   | FC Utrecht        | 2026              |
| M                 | Ramiz Zerrouki    | 48                     | 1                      | 4                      | 0                      | 11                     | 1                      | 2                      | 0                      | 65                     | 2                      | 2023                   | 2027                   | FC Twente         | 2026              |
| A                 | Stephano Carrillo | 3                      | 0                      | 0                      | 0                      | 0                      | 0                      | 0                      | 0                      | 3                      | 0                      | 2025                   | 2029                   | FC Dordrecht      | 2026              |
| A                 | Luka Ivanušec     | 37                     | 4                      | 6                      | 0                      | 11                     | 0                      | 1                      | 0                      | 55                     | 4                      | 2023                   | 2028                   | PAOK Saloniki     | 2026              |

#### Staf
| Functie                       | Naam                | Sinds           | Contract        | Vorige club        |
| Technische staf               | Technische staf     | Technische staf | Technische staf | Technische staf    |
| ----------------------------- | ------------------- | --------------- | --------------- | ------------------ |
| Hoofdtrainer                  | Robin van Persie    | 2025            | 2027            | sc Heerenveen      |
| Assistent-trainers            | René Hake           | 2025            | 2027            | Manchester United  |
| Assistent-trainers            | Brian Pinas         | 2025            |                 | sc Heerenveen      |
| Assistent-trainers            | John de Wolf        | 2019            | 2027            | SV Spakenburg      |
| Analist & adviseur            | Etiënne Reijnen     | 2023            |                 | SC Cambuur         |
| Keeperstrainer                | Jyri Nieminen       | 2023            | 2027            | New York Red Bulls |
| Videoanalisten                | Yöri Bosschaart     | 2025            |                 | sc Heerenveen      |
| Videoanalisten                | Rick Mennes         | 2024            |                 | Willem II          |
| Cameraman videoanalist        | Joey Klene          | 2022            |                 |                    |
| Teammanager                   | Frank Boer          | 2021            |                 |                    |
| Medische- & Performance staf  |                     |                 |                 |                    |
| Head of Medical & Performance | Stijn Vandenbroucke | 2019            |                 | West Ham United    |
| Clubarts                      | Joost van der Hoek  | 2021            |                 | AZ                 |
| Orthopedisch chirurg          | Duncan Meuffels     | 2018            |                 |                    |
| Performance trainers          | José Fonseca        | 2022            |                 |                    |
| Performance trainers          | Jonas Heirbaut      | 2024            |                 |                    |
| Performance trainers          | Jan Müller          | 2024            |                 |                    |
| Performance trainers          | Rick Rietveld       | 2025            |                 | Nederland          |
| Performance data analist      | Steven Bakker       | 2024            |                 |                    |
| Data & innovatieanalist       | Folkert Boer        | 2023            |                 | RKC Waalwijk       |
| Fysio- en manueel therapeuten | Jasper van Kempen   | 2019            |                 |                    |
| Fysio- en manueel therapeuten | Stefan van Meenen   | 2016            |                 |                    |
| Fysiotherapeut                | Takahiro Nakada     | 2024            |                 | FC Utrecht         |
| Sportdiëtiste                 | Jolien Lewyllie     | 2021            |                 |                    |
| Overige staf                  |                     |                 |                 |                    |
| Spelersbegeleiders            | Ricky van Haaren    | 2022            |                 |                    |
| Spelersbegeleiders            | Jan Mastenbroek     | 2019            |                 |                    |
| Persvoorlichter               | Robin Jongmans      | 2025            |                 |                    |
| Materiaalmannen               | Mitchell Lieshout   | 2022            |                 |                    |
| Materiaalmannen               | Jesse de Vente      | 2016            |                 |                    |

Laatste update: 30 juni 2025

### Feyenoord Onder 21
Het Onder 21-elftal van Feyenoord, de opvolger van Jong Feyenoord, komt sinds 2020 uit in de nieuwe Onder 21-competitie van de KNVB, waaruit promotie naar de Tweede divisie mogelijk is. Daarnaast neemt het sinds 2016/17 deel aan de Premier League International Cup, met uitzondering van het seizoen 2017/18. Eerder kwam Jong Feyenoord uit in de beloftencompetitie en de reservecompetitie waar het in 2008 en 2014 kampioen werd.
Het elftal dient als opstap richting het eerste elftal voor de jonge talenten van de club. Ook eerste elftal spelers die terugkeren van een blessure konden in het verleden minuten maken in het elftal om wedstrijdritme op te doen. In aanloop naar het seizoen 2021/22 is het elftal meer bij het eerste elftal gevoegd om de overstap tussen het hoogste jeugdteam en het eerste elftal te verkleinen. De rugnummers zijn doorgeteld vanaf het eerste elftal, om zo een doorgaande lijn te vormen. In tegenstelling tot het verleden wordt er ook met namen op de shirts gespeeld.
Feyenoord Onder 21 werd zowel in 2023/24 als 2024/25 algeheel landskampioen van de nationale Onder 21-competitie. Dit leverde in 2024 niet de gewenste kans op promotie naar de Tweede Divisie op, omdat er geen Jong-elftal laag genoeg eindigde. In 2025 kreeg het deze kans wel, doordat Jong Sparta als zestiende was geëindigd.
| 2000–2003 | Geert Meijer             | Nederland |
| 2004–2005 | Mario Been               | Nederland |
| 2008–2009 | Alex Pastoor             | Nederland |
| 2011–2012 | André Hoekstra           | Nederland |
| 2012–2013 | Giovanni van Bronckhorst | Nederland |
| 2013–2016 | Patrick Lodewijks        | Nederland |
| 2016–2018 | Roy Makaay               | Nederland |
| 2018–2019 | Peter van den Berg       | Nederland |
| 2019–2020 | Arnold Scholten          | Nederland |
| 2020–2021 | Rini Coolen              | Nederland |
| 2021–2022 | Sipke Hulshoff           | Nederland |
| 2022–2024 | Melvin Boel              | Nederland |
| 2024–0000 | Pascal Bosschaart        | Nederland |

#### Competitieresultaten sinds 2008
| 1 |

| 2 |

| 7 |

| 5 |

| 8 |

| 5 |

| 1 |

| 3 |

| 2 |

| 2 |

| 6 |

| 10 |

| – |

| – |

| 2 |

| 3 |

| 1 |

| 1 |

| Beloften Eerste divisie | Beloften Eredivisie | Reservecompetitie |

In elke staaf van de grafiek staat van boven naar beneden vermeld: 
- Eindnotering

Dit is de positie die de club heeft bereikt in de competitie, zonder eventuele beslissings-, play-off- of nacompetitiewedstrijden die nodig zijn geweest om bijvoorbeeld de kampioen van de competitie te bepalen.
Indien een * achter het getal staat is de notering een tussenstand en kan het zijn dat de notering niet overeenkomt met de uiteindelijke eindstand van de competitie.
Staat er een - dan is het seizoen nog bezig en is er geen definitieve uitslag bekend.
Staat er xx op de positie van de notering, dan heeft de club vroegtijdig de competitie verlaten. Dit kan onder andere komen door terugtrekking van het team, faillissement van de club of door een uitgedeelde straf van de KNVB. In veel gevallen staat elders in het artikel de reden vermeld.
Staat er een ? dan is het resultaat uit het verleden onbekend, en is alleen de competitie of het niveau bekend van dat seizoen.
In de seizoenen 2019/20 en 2020/21 werd wegens de coronacrisis het amateurvoetbal afgebroken. Daardoor kennen deze staven geen eindklassering (middels -- weergegeven).
- Competitieniveau en afdelingsletter of Officiële eindstand Eredivisie
  - Competitieniveau en afdelingsletter

Hierbij geeft het getal het niveau weer, dat ook terug te vinden is in de legenda. De letter is de afdelingsaanduiding en wordt gebruikt wanneer er meer afdelingen zijn op hetzelfde niveau. De afdelingsletter is altijd een hoofdletter en wordt meestal zonder nummer gebruikt.
Voorbeeld: 2F is niveau 2e klasse competitie F.
Het competitieniveau en nummer wordt niet vermeld wanneer er slechts één competitie van dit niveau was.
  - Officiële eindstand Eredivisie (getal staat tussen haakjes vermeld)

Sinds de introductie van play-offwedstrijden voor Europees voetbal na afloop van de reguliere competitie in 2005/06, is de KNVB verplicht een eindstand van de Eredivisie door te geven aan de UEFA aan de hand van deze play-offwedstrijden.
Bij deze eindstand staan clubs die zich hebben gekwalificeerd voor Europees voetbal hoger dan clubs die zich niet wisten te kwalificeren. Indien er geen verschil was tussen de eindnotering en de officiële eindstand, staat dit getal niet vermeld.

- Onderafdeling

Hier staat afgekort de naam van de onderafdeling indien de club in dat jaar in een onderafdeling uitkwam. Tevens staat deze afkorting in de legenda en wordt gelinkt naar het artikel over deze onderafdeling. Deze afkorting wordt alleen vermeld wanneer de club in het verleden in verschillende onderafdelingen heeft gespeeld. Deze vermelding is in de staaf altijd in kleine letters. Deze onderafdelingen zijn na het seizoen 1995/96 afgeschaft. Heeft de club in slechts één onderafdeling gespeeld, dan is dit alleen terug te vinden in de legenda.
Onder de staaf staat het jaartal vermeld waarin het seizoen is afgesloten. 15 verwijst naar het seizoen 2014/15 of eventueel het seizoen 1914/15.
Wanneer een staaf leeg is, zijn deze gegevens niet bekend. Het kan ook zijn dat de club dat seizoen niet heeft meegespeeld op het hogere amateurniveau, vroegtijdig de competitie heeft verlaten of uit de competitie is gezet.

In het seizoen 1944/45 was er wegens de Tweede Wereldoorlog geen regulier competitievoetbal.

### Jeugdelftallen
De jeugdopleiding van Feyenoord bestaat uit elftallen van Onder 7 tot en met Onder 19 die allen op nationaal niveau actief zijn en ook aan internationale toernooien deelnemen. Het hoogste jeugdelftal, het Onder 19-elftal, komt in het seizoen 2024/25 ook in Europees verband uit in de UEFA Youth League, na eerdere deelnames in 2017/18 en 2023/24. Zeb Jacobs is sinds 2024 hoofd jeugdopleiding, hij volgde Rini Coolen op die na drie seizoenen vertrok. Jacobs rapporteert aan Development Manager Jelle Goes, die onderdeel uitmaakt van de technische commissie die door Feyenoord in het najaar van 2024 werd opgezet.

## Overzichtslijsten

### Competitieresultaten sinds 1910
- 1910 2e
Tweede klasse RVB
- 1911 2e
Eerste klasse RVB
- 1912 1e
Eerste klasse RVB
- 1913 3e
Derde klasse A
- 1914 3e
Derde klasse A
- 1915 2e
Noodcompetitie
- 1916 1e
Derde klasse A
- 1917 4e
Tweede klasse C
- 1918 4e
Eerste klasse B
- 1919 3e
Eerste klasse B
- 1920 3e
Overgangsklasse
- 1921 1e
Overgangsklasse
- 1922 2e
Eerste klasse A
- 1923 3e
Eerste klasse A
- 1924 1e
Eerste klasse
- 1925 2e
Eerste klasse
- 1926 1e
Eerste klasse
- 1927 1e
Eerste klasse
- 1928 1e
Eerste klasse
- 1929 1e
Eerste klasse
- 1930 3e
Eerste klasse
- 1931 1e
Eerste klasse
- 1932 1e
Eerste klasse
- 1933 1e
Eerste klasse
- 1934 3e
Eerste klasse
- 1935 2e
Eerste klasse
- 1936 1e
Eerste klasse
- 1937 1e
Eerste klasse
- 1938 1e
Eerste klasse
- 1939 2e
Eerste klasse
- 1940 1e
Eerste klasse
- 1941 6e
Eerste klasse
- 1942 2e
Eerste klasse
- 1943 1e
Eerste klasse
- 1944 5e
Eerste klasse
- 1945
- 1946 6e
Eerste klasse
- 1947 2e
Eerste klasse
- 1948 2e
Eerste klasse
- 1949 2e
Eerste klasse
- 1950 6e
Eerste klasse
- 1951 8e
Eerste klasse D
- 1952 4e
Eerste klasse C
- 1953 5e
Eerste klasse D
- 1954 5e
Eerste klasse D
- 1955 7e
Eerste klasse (prof) C
- 1956 5e
Hoofdklasse (prof) B
- 1957 6e
Eredivisie
- 1958 11e
Eredivisie
- 1959 5e
Eredivisie
- 1960 2e
Eredivisie
- 1961 1e
Eredivisie
- 1962 1e
Eredivisie
- 1963 4e
Eredivisie
- 1964 4e
Eredivisie
- 1965 1e
Eredivisie
- 1966 2e
Eredivisie
- 1967 2e
Eredivisie
- 1968 2e
Eredivisie
- 1969 1e
Eredivisie
- 1970 2e
Eredivisie
- 1971 1e
Eredivisie
- 1972 2e
Eredivisie
- 1973 2e
Eredivisie
- 1974 1e
Eredivisie
- 1975 2e
Eredivisie
- 1976 2e
Eredivisie
- 1977 4e
Eredivisie
- 1978 10e
Eredivisie
- 1979 2e
Eredivisie
- 1980 4e
Eredivisie
- 1981 4e
Eredivisie
- 1982 6e
Eredivisie
- 1983 2e
Eredivisie
- 1984 1e
Eredivisie
- 1985 3e
Eredivisie
- 1986 3e
Eredivisie
- 1987 3e
Eredivisie
- 1988 6e
Eredivisie
- 1989 4e
Eredivisie
- 1990 11e
Eredivisie
- 1991 8e
Eredivisie
- 1992 3e
Eredivisie
- 1993 1e
Eredivisie
- 1994 2e
Eredivisie
- 1995 4e
Eredivisie
- 1996 3e
Eredivisie
- 1997 2e
Eredivisie
- 1998 4e
Eredivisie
- 1999 1e
Eredivisie
- 2000 3e
Eredivisie
- 2001 2e
Eredivisie
- 2002 3e
Eredivisie
- 2003 3e
Eredivisie
- 2004 3e
Eredivisie
- 2005 4e
Eredivisie
- 2006 3e (5e)
Eredivisie
- 2007 7e (9e)
Eredivisie
- 2008 6e
Eredivisie
- 2009 7e (8e)
Eredivisie
- 2010 4e
Eredivisie
- 2011 10e
Eredivisie
- 2012 2e
Eredivisie
- 2013 3e
Eredivisie
- 2014 2e
Eredivisie
- 2015 4e (6e)
Eredivisie
- 2016 3e
Eredivisie
- 2017 1e
Eredivisie
- 2018 4e
Eredivisie
- 2019 3e
Eredivisie
- 2020 3e
Eredivisie
- 2021 5e
Eredivisie
- 2022 3e
Eredivisie
- 2023 1e
Eredivisie
- 2024 2e
Eredivisie
- 2025 3e
Eredivisie

In elke staaf van de grafiek staat van boven naar beneden vermeld: 
- Eindnotering

Dit is de positie die de club heeft bereikt in de competitie, zonder eventuele beslissings-, play-off- of nacompetitiewedstrijden die nodig zijn geweest om bijvoorbeeld de kampioen van de competitie te bepalen.
Indien een * achter het getal staat is de notering een tussenstand en kan het zijn dat de notering niet overeenkomt met de uiteindelijke eindstand van de competitie.
Staat er een - dan is het seizoen nog bezig en is er geen definitieve uitslag bekend.
Staat er xx op de positie van de notering, dan heeft de club vroegtijdig de competitie verlaten. Dit kan onder andere komen door terugtrekking van het team, faillissement van de club of door een uitgedeelde straf van de KNVB. In veel gevallen staat elders in het artikel de reden vermeld.
Staat er een ? dan is het resultaat uit het verleden onbekend, en is alleen de competitie of het niveau bekend van dat seizoen.
In de seizoenen 2019/20 en 2020/21 werd wegens de coronacrisis het amateurvoetbal afgebroken. Daardoor kennen deze staven geen eindklassering (middels -- weergegeven).
- Competitieniveau en afdelingsletter of Officiële eindstand Eredivisie
  - Competitieniveau en afdelingsletter

Hierbij geeft het getal het niveau weer, dat ook terug te vinden is in de legenda. De letter is de afdelingsaanduiding en wordt gebruikt wanneer er meer afdelingen zijn op hetzelfde niveau. De afdelingsletter is altijd een hoofdletter en wordt meestal zonder nummer gebruikt.
Voorbeeld: 2F is niveau 2e klasse competitie F.
Het competitieniveau en nummer wordt niet vermeld wanneer er slechts één competitie van dit niveau was.
  - Officiële eindstand Eredivisie (getal staat tussen haakjes vermeld)

Sinds de introductie van play-offwedstrijden voor Europees voetbal na afloop van de reguliere competitie in 2005/06, is de KNVB verplicht een eindstand van de Eredivisie door te geven aan de UEFA aan de hand van deze play-offwedstrijden.
Bij deze eindstand staan clubs die zich hebben gekwalificeerd voor Europees voetbal hoger dan clubs die zich niet wisten te kwalificeren. Indien er geen verschil was tussen de eindnotering en de officiële eindstand, staat dit getal niet vermeld.

- Onderafdeling

Hier staat afgekort de naam van de onderafdeling indien de club in dat jaar in een onderafdeling uitkwam. Tevens staat deze afkorting in de legenda en wordt gelinkt naar het artikel over deze onderafdeling. Deze afkorting wordt alleen vermeld wanneer de club in het verleden in verschillende onderafdelingen heeft gespeeld. Deze vermelding is in de staaf altijd in kleine letters. Deze onderafdelingen zijn na het seizoen 1995/96 afgeschaft. Heeft de club in slechts één onderafdeling gespeeld, dan is dit alleen terug te vinden in de legenda.
Onder de staaf staat het jaartal vermeld waarin het seizoen is afgesloten. 15 verwijst naar het seizoen 2014/15 of eventueel het seizoen 1914/15.
Wanneer een staaf leeg is, zijn deze gegevens niet bekend. Het kan ook zijn dat de club dat seizoen niet heeft meegespeeld op het hogere amateurniveau, vroegtijdig de competitie heeft verlaten of uit de competitie is gezet.

In het seizoen 1944/45 was er wegens de Tweede Wereldoorlog geen regulier competitievoetbal.
- Eredivisie
- Hoofdklasse (prof)
- Overgangsklasse
- Eerste klasse (prof)
- Eerste klasse
- Tweede klasse
- Derde klasse
- Eerste klasse RVB
- Tweede klasse RVB
- Noodcompetitie

- 1909 – 1912: RVV Celeritas
- 1912 – 1923: RVV Feijenoord
- 1923 – 1971: RV & AV Feijenoord
- 1971 – 1978: SC Feyenoord
- 1978 – heden: Feyenoord

### Punten sinds 1957
Een overzicht van de behaalde punten vanaf de oprichting van de Eredivisie in 1956/57 tot en met het heden, omgerekend naar 34 wedstrijden per seizoen en 3 punten voor een overwinning).
| 54 |

| 45 |

| 58 |

| 70 |

| 77 |

| 70 |

| 58 |

| 60 |

| 75 |

| 75 |

| 72 |

| 80 |

| 83 |

| 77 |

| 83 |

| 81 |

| 85 |

| 81 |

| 76 |

| 75 |

| 60 |

| 42 |

| 70 |

| 58 |

| 63 |

| 51 |

| 76 |

| 82 |

| 69 |

| 63 |

| 57 |

| 50 |

| 55 |

| 40 |

| 40 |

| 69 |

| 75 |

| 70 |

| 62 |

| 63 |

| 73 |

| 61 |

| 80 |

| 64 |

| 66 |

| 64 |

| 80 |

| 68 |

| 62 |

| 71 |

| 53 |

| 60 |

| 45 |

| 63 |

| 44 |

| 70 |

| 69 |

| 67 |

| 59 |

| 63 |

| 82 |

| 66 |

| 65 |

| 68* |

| 59 |

| 71 |

| 82 |

| 84 |

| 68 |

| 67 |

| Eredivisie | * Competitie niet uitgespeeld. | + Nog bezig |

### Resultaten in Europese competities sinds 1956
| x |

| x |

| x |

| x |

| x |

| x |

| 2 |

| 16 |

| 32 |

| 4 |

| x |

| 44 |

| x |

| 31 |

| 40 |

| x |

| 1 |

| x |

| 1 |

| 64 |

| 1 |

| 32 |

| 8 |

| 32 |

| 1 |

| 1 |

| 16 |

| 64 |

| 8 |

| x |

| x |

| 16 |

| 4 |

| 16 |

| x |

| 32 |

| 32 |

| 64 |

| 32 |

| 16 |

| x |

| 64 |

| x |

| 4 |

| 8 |

| 16 |

| 8 |

| 4 |

| 16 |

| 24 |

| 64 |

| 16 |

| PO |

| 32 |

| 32 |

| 1 |

| 32 |

| 48 |

| 32 |

| 80 |

| 32 |

| x |

| 48 |

| x |

| PO |

| x |

| VR3 |

| PO |

| PO |

| VR3 |

| 32 |

| x |

| 48 |

| 32 |

| VR3 |

| 48 |

| 48 |

| 2 |

| 8 |

| 32 |

| 24 |

| * |

| Europacup I / Champions League             |
| Europacup II                               |
| UEFA Cup / Europa League                   |
| International Football Cup / Intertoto Cup |
| Europa Conference League                   |
| (x) geen Europees voetbal                  |
| * Nog bezig                                |

| Europacup I / Champions League             |
| Europacup II                               |
| UEFA Cup / Europa League                   |
| International Football Cup / Intertoto Cup |
| Europa Conference League                   |
| (x) geen Europees voetbal                  |
| * Nog bezig                                |

### UEFA-ranksinds 1962
| 75 |

| 35 |

| 46 |

| 56 |

| 49 |

| 70 |

| 128 |

| 87 |

| 39 |

| 40 |

| 17 |

| 5 |

| 3 |

| 6 |

| 9 |

| 14 |

| 34 |

| 70 |

| 78 |

| 28 |

| 34 |

| 34 |

| 18 |

| 31 |

| 45 |

| 61 |

| 39 |

| 62 |

| 45 |

| 73 |

| 51 |

| 54 |

| 38 |

| 28 |

| 12 |

| 12 |

| 15 |

| 17 |

| 21 |

| 37 |

| 22 |

| 26 |

| 24 |

| 23 |

| 31 |

| 58 |

| 77 |

| 80 |

| 109 |

| 108 |

| 129 |

| 123 |

| 134 |

| 95 |

| 102 |

| 89 |

| 68 |

| 69 |

| 90 |

| 67 |

| 42 |

| 35 |

| 23* |

* Stand per 20 februari 2025.

### In Europa
Feyenoord speelt sinds 1961 in diverse Europese competities. Hieronder staan de competities en in welke seizoenen de club deelnam. De edities die zijn gewonnen door Feyenoord zijn vetgedrukt:
- UEFA Super Cup (1x)

2002
- Europacup I / UEFA Champions League (20x)

1961/62, 1962/63, 1965/66, 1969/70, 1970/71, 1971/72, 1974/75, 1984/85, 1993/94, 1997/98, 1999/00, 2000/01, 2001/02, 2002/03, 2012/13, 2014/15, 2017/18, 2023/24, 2024/25, 2025/26
- Jaarbeursstedenbeker / UEFA Cup / UEFA Europa League (31x)

1968/69, 1972/73, 1973/74, 1975/76, 1976/77, 1979/80, 1981/82, 1983/84, 1985/86, 1986/87, 1987/88, 1989/90, 1996/97, 1998/99, 2000/01, 2001/02, 2003/04, 2004/05, 2005/06, 2006/07, 2008/09, 2010/11, 2012/13, 2013/14, 2014/15, 2016/17, 2018/19, 2019/20, 2020/21, 2022/23, 2023/24
- Conference League (1x)

2021/22
- Europacup II (5x)

1980/81, 1991/92, 1992/93, 1994/95, 1995/96
- International Football Cup / Intertoto Cup (7x)

1961/62, 1962/63, 1964/65, 1966/67, 1967, 1968, 1973
Bijzonderheden Europese competities:

| Bijzonderheid                 | Datum      | Tegenstander   | Uitslag | Plaats    | Naam            | Aantal |
| ----------------------------- | ---------- | -------------- | ------- | --------- | --------------- | ------ |
| Hoogste overwinning           | 27-09-1972 | US Rumelange   | 12-0    | Rumelange |                 |        |
| Hoogste nederlaag             | 22-09-1965 | Real Madrid CF | 0-5     | Madrid    |                 |        |
| Speler met meeste wedstrijden | 29-09-2005 |                |         |           | Patrick Paauwe  | 55     |
| Speler met meeste doelpunten  | 02-10-1974 |                |         |           | Lex Schoenmaker | 19     |

## Bekende (oud-)Feyenoorders

### Bestuurders
Tot de bestuurders behoorden Leen van Zandvliet, de drijvende kracht achter de bouw van De Kuip; Cor Kieboom, die nauw was betrokken bij de invoering van het betaald voetbal; en Jorien van den Herik, die de club begin jaren negentig redde van de financiële ondergang. Toon van Bodegom is sinds 2018 de huidige voorzitter van Feyenoord.

### Trainers

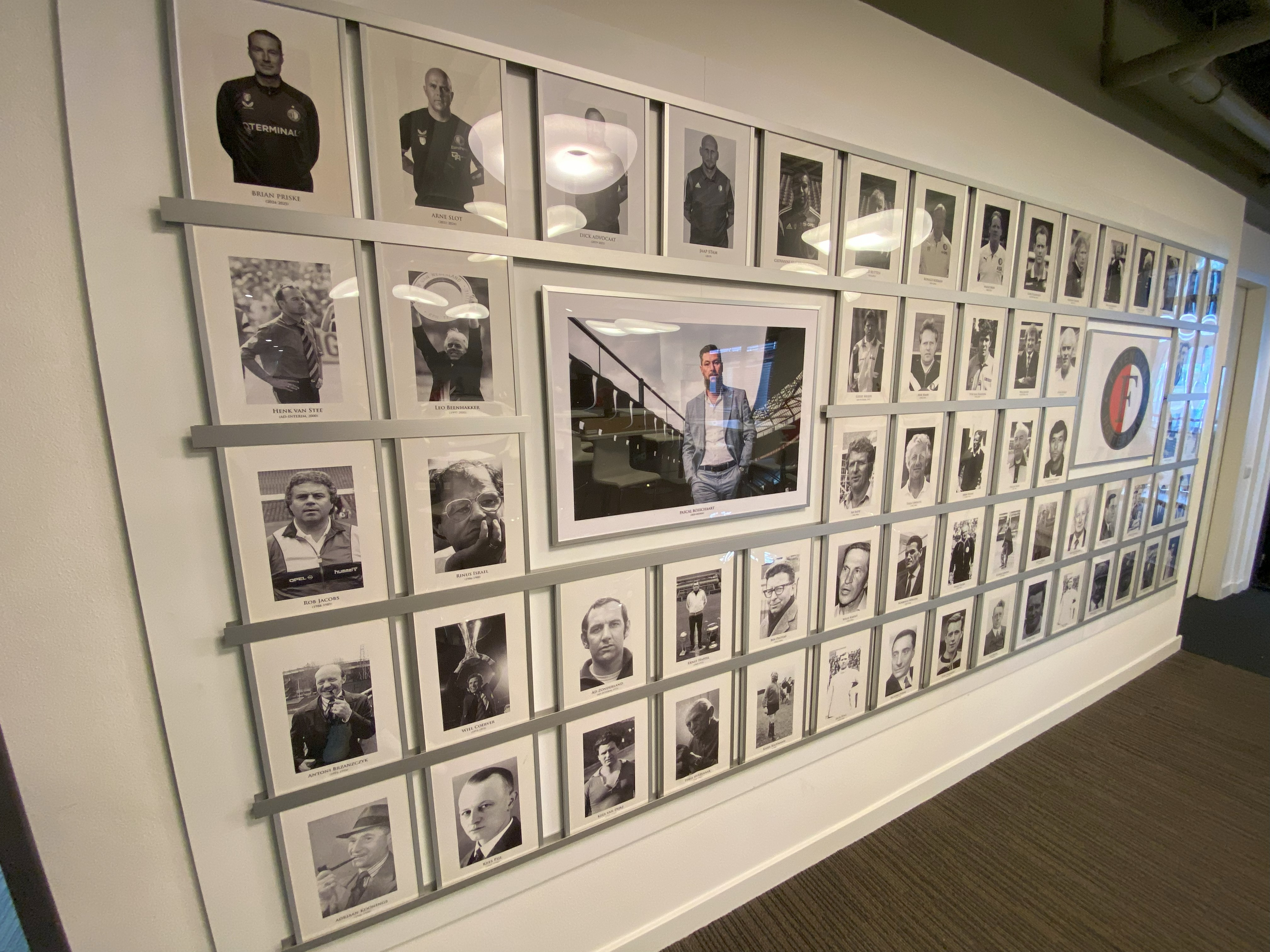
Fotocollage van trainers in de perszaal van De Kuip.

Feyenoord heeft met wisselend succes verschillende bekende trainers gehad. Joseph William Julian was in 1921 de eerste trainer ooit. Later diende onder anderen Richard Dombi, Ernst Happel, Wiel Coerver, Wim Jansen, Willem van Hanegem, Leo Beenhakker, Bert van Marwijk, Ruud Gullit, Ronald Koeman, Dick Advocaat en Arne Slot de club. Oud-Feyenoordspeler Giovanni van Bronckhorst heeft in de periode 2015 tot en met medio 2019 van alle trainers de langste erelijst opgebouwd. Hij won een landskampioenschap (2017), twee KNVB Bekers (2016, 2018) en twee Johan Cruijff Schalen (2017, 2018).

### Spelers
Hieronder een overzicht van spelers van Feyenoord die verkozen werden tot Voetballer van het Jaar in Nederland.
| Periode | Naam                   | Prijs                                  | Bij Feyenoord        | Opmerking(en) |
| ------- | ---------------------- | -------------------------------------- | -------------------- | ------------- |
| 1963    | Reinier Kreijermaat    | Voetballer van het Jaar                | 1959–1967            |               |
| 1964    | Coen Moulijn           | Voetballer van het Jaar                | 1955–1972            |               |
| 1965    | Coen Moulijn           | Voetballer van het Jaar                | 1955–1972            |               |
| 1967    | Eddy Pieters Graafland | Voetballer van het Jaar                | 1958–1970            |               |
| 1970    | Rinus Israël           | Voetballer van het Jaar                | 1966–1974            |               |
| 1971    | Willem van Hanegem     | Voetballer van het Jaar                | 1968–1976, 1981–1983 |               |
| 1983/84 | Johan Cruijff          | Gouden Schoen                          | 1983–1984            |               |
| 1984    | Ruud Gullit            | Voetballer van het Jaar                | 1982–1985            |               |
| 1991/92 | John Metgod            | Gouden Schoen                          | 1988–1994            |               |
| 1993/94 | Ed de Goeij            | Gouden Schoen                          | 1990–1997            |               |
| 1999/00 | Jerzy Dudek            | Gouden Schoen                          | 1996–2001            |               |
| 2001/02 | Pierre van Hooijdonk   | Voetballer van het Jaar                | 2001–2003, 2006–2007 |               |
| 2005/06 | Dirk Kuijt             | Gouden Schoen                          | 2003–2006, 2015–2017 |               |
| 2016/17 | Karim El Ahmadi        | Gouden Schoen                          | 2008–2012, 2014–2018 |               |
| 2022/23 | Orkun Kökçü            | Gouden Schoen                          | 2018–2023            |               |
| 2022/23 | Orkun Kökçü            | Eredivisie Awards: Speler van het Jaar | 2018–2023            |               |
| 2024/25 | Igor Paixão            | Gouden Schoen                          | 2022–2025            | [ 138 ]       |

### Ambassadeurs
Vanaf 2003 heeft Feyenoord elk seizoen een ambassadeur gehad. Dit waren altijd bekende Rotterdammers. Op de jaarlijkse Feyenoord Open Dag werd de ambassadeur voor het komende seizoen bekendgemaakt, maar in 2008 kwam daar een eind aan, want toen werd Gerard Meijer, 50 jaar lang de verzorger van de club, benoemd tot ambassadeur voor het leven. Hieronder een lijst van deze ambassadeurs:
| Periode    | Naam                 | Bekend van                       | Opmerking(en)              |
| ---------- | -------------------- | -------------------------------- | -------------------------- |
| 2003–2004  | Raemon Sluiter       | Voormalig tennisser, tenniscoach | Eerste ambassadeur         |
| 2004–2005  | Lee Towers           | Zanger                           |                            |
| 2005–2006  | Dennis van der Geest | Voormalig judoka, presentator    |                            |
| 2006–2007  | Robert Eenhoorn      | Voormalig honkballer, bestuurder |                            |
| 2007–2008  | Renate Verbaan       | Presentatrice, model             |                            |
| 2008–heden | Gerard Meijer        | Oud-verzorger bij Feyenoord      | Ambassadeur voor het leven |

### Willem van Hanegem Trofee
De trofee werd in 2014 op de 70ste verjaardag van de naamgever van de ereprijs in het leven geroepen, en wordt op de jaarlijkse nieuwjaarsreceptie uitgereikt aan een persoon die zich op welke wijze dan ook een echte Feyenoorder heeft getoond.
| Jaar | Naam                | Rol                                       | Opmerking(en)                                     |
| ---- | ------------------- | ----------------------------------------- | ------------------------------------------------- |
| 2014 | Willem van Hanegem  | Oud-speler en -trainer                    | Naamgever van de trofee                           |
| 2015 | Henk van der Stoep  | Clubarchivaris                            |                                                   |
| 2016 | Jan Mastenbroek     | Spelersbegeleider                         |                                                   |
| 2017 | Maup Martens        | Senior scout                              |                                                   |
| 2018 | Pim Blokland        | Vrienden van Feyenoord                    |                                                   |
| 2019 | Jeroen Ibelings     | Tifo ontwerper                            |                                                   |
| 2020 | Peggy Calicher      | General Manager SC Feyenoord              |                                                   |
| 2021 | Gerard Meijer       | Oud-verzorger en ambassadeur              |                                                   |
| 2022 | Manon Melis         | Initiatiefnemer meiden- en vrouwenvoetbal |                                                   |
| 2023 | Wim Jansen          | Oud-speler en -(jeugd)trainer             | Postuum                                           |
| 2024 | Fred van Campenhout | Vrijwilliger Feyenoord Academy            |                                                   |
| 2025 | Ben Wijnstekers     | Oud-speler en maatschappelijk trainer     |                                                   |
| 2025 | Peter Houtman       | Oud-speler en stadionspeaker              | Uitreiking van 2026 halfjaar naar voren geschoven |